# III Convocatoria del Sóviet Supremo de la Unión Soviética
La III Convocatoria del Sóviet Supremo de la Unión Soviética estuvo conformada por un total de 1316 diputados, elegidos el 12 de marzo de 1950.

## Composición
| Partido        | Sóviet de la Unión | Sóviet de las Nacionalidades | Total |
| -------------- | ------------------ | ---------------------------- | ----- |
| PCUS           | 580                | 519                          | 1099  |
| Independientes | 98                 | 119                          | 217   |
| Total          | 678                | 638                          | 1316  |

### Liderazgo
- Presidente del Presídium del Sóviet Supremo: Nikolái Shvérnik (PCUS), Kliment Voroshílov (PCUS)
- Presidente del Sóviet de la Unión: Mijaíl Yasnov (PCUS)
- Presidente del Sóviet de las Nacionalidades: Zhumabái Shayajmetov (PCUS)

## Sóviet de la Unión
| República                    | Distrito                | Diputado                    |
| ---------------------------- | ----------------------- | --------------------------- |
| Krái de Altái                | Barnaúl                 | Evgeni Artemiev             |
| Krái de Altái                | Barnaúl                 | Nikolái Beliáyev            |
| Krái de Altái                | Bisk                    | Dmitri Bolshakov            |
| Krái de Altái                | Rebrijinsk              | Fiódor Grinko               |
| Krái de Altái                | Kamensk                 | Konstantín Pisin            |
| Krái de Altái                | Aleisk                  | Vasili Popov                |
| Krái de Altái                | Rubtsovsk               | Maria Popova                |
| Krái de Altái                | Gorno-Altái             | Nikolái Soroka              |
| Krái de Altái                | Slávgorod               | Tatiana Tkachev             |
| Óblast de Amur               | Kúibyshevsk             | Fiódor Vasiliev             |
| Óblast de Amur               | Skorovodinsk            | Stepan Ignátov              |
| Óblast de Amur               | Amur                    | Mijaíl Stupnikov            |
| Óblast de Arcángel           | Kotlas                  | Nina Zhdanova               |
| Óblast de Arcángel           | Arcángel                | Iván Latunov                |
| Óblast de Arcángel           | Arcángel-Primorie       | Piótr Minin                 |
| Óblast de Arcángel           | Nyandomsk               | Vasili Yuriev               |
| RSS de Armenia               | Ejmiatsín               | Víktor Ambartsumián         |
| RSS de Armenia               | Ereván                  | Grigori Arutiunov           |
| RSS de Armenia               | Nor-Bayazetsk           | Saak Karapetián             |
| RSS de Armenia               | Leninakán               | Anton Kochinyán             |
| RSS de Armenia               | Leninakán               | Arutiun Pogosov             |
| RSS de Armenia               | Kirovakán               | Martirós Sarián             |
| Óblast de Astracán           | Astracán                | Fiódor Murátov              |
| Óblast de Astracán           | Astracán                | Aleksándr Petrov            |
| RSS de Azerbaiyán            | Yevlax                  | Tofik Alllajverdiev         |
| RSS de Azerbaiyán            | Bakú-Stalinsk           | Mir Jafar Baghirov          |
| RSS de Azerbaiyán            | Najicheván              | Sara Velijanova             |
| RSS de Azerbaiyán            | Stepanakert             | Stepan Emelyánov            |
| RSS de Azerbaiyán            | Sabirabad               | Teymur Kuliyev              |
| RSS de Azerbaiyán            | Bakú-Kirovsk            | Andréi Maliútin             |
| RSS de Azerbaiyán            | Xachmaz                 | Imam Mustafayev             |
| RSS de Azerbaiyán            | Kirovabad               | Issá Plíyev                 |
| RSS de Azerbaiyán            | Bakú-Leninsk            | Koikeb Safaraliyeva         |
| RSS de Azerbaiyán            | Lankaran                | Gasan Seidov                |
| RSS de Azerbaiyán            | Nuja Uyezd              | Yuvelián Sumbatov-Topuridze |
| Óblast de Baránavichi        | Baránavichi             | Vasili Zakurdayev           |
| Óblast de Baránavichi        | Navahrudak              | Yakub Kolas                 |
| Óblast de Baránavichi        | Stoŭbtsy                | Marfa Sharoiko              |
| RASS de Baskiria             | Duvansk                 | Sabir Vagapov               |
| RASS de Baskiria             | Tuymazinsk              | Gani Valeyev                |
| RASS de Baskiria             | Chernikovsk             | Alekséi Ivánov              |
| RASS de Baskiria             | Sterlimatsk             | Dmitri Kasimov              |
| RASS de Baskiria             | Ufimsk                  | Stepan Kuvikin              |
| RASS de Baskiria             | Meleuzovsk              | Maria Kurganova             |
| RASS de Baskiria             | Belebeievsk             | Aleksándr Poskrebishev      |
| RASS de Baskiria             | Beloretsk               | Piótr Prazdnikov            |
| RASS de Baskiria             | Borsk                   | Fatima Fazletdinovaya       |
| RASS de Baskiria             | Yanaulsk                | Zugira Shamsutdinovaya      |
| Óblast de Bobruysk           | Osipóvich               | Larisa Aleksándrovskaya     |
| Óblast de Bobruysk           | Slutsk                  | Vasili Kozlov               |
| Óblast de Bobruysk           | Bobruysk                | Kirill Orlovsk              |
| Óblast de Brest              | Brest                   | Efrosinia Gavriliuk         |
| Óblast de Brest              | Kobrinsk                | Miron Krishtofóvich         |
| Óblast de Briansk            | Novozybkovsk            | Vasili Buzdin               |
| Óblast de Briansk            | Briansk                 | Aleksándr Egorov            |
| Óblast de Briansk            | Klintsk                 | Klavdia Kuznetsova          |
| Óblast de Briansk            | Bezhetsk                | Piótr Lantsov               |
| Óblast de Briansk            | Trubchevsk              | Mijaíl Romashin             |
| Óblast de Briansk            | Novozybkovsk            | Aleksándr Starotorzhski     |
| Óblast de Briansk            | Karachevsk              | Klavdia Filippova           |
| RASS Buriato-Mongola         | Ulán-Udé                | Solomón Ivánov              |
| RASS Buriato-Mongola         | Ulán-Udé                | Aleksándr Kudriávtsev       |
| RSS Carelo-Finesa            | Petrozavodsk            | Aleksándr Kondakov          |
| RSS Carelo-Finesa            | Kem                     | Kirill Meretskov            |
| Óblast de Cheliábinsk        | Cheliábinsk-Sovetski    | Piótr Agafonov              |
| Óblast de Cheliábinsk        | Zlatoustovsk            | Vasili Amosov               |
| Óblast de Cheliábinsk        | Troitsk                 | Agafia Arzhevitina          |
| Óblast de Cheliábinsk        | Magnitogorsk            | Aleksándr Borisov           |
| Óblast de Cheliábinsk        | Magnitogorsk            | Grigori Nosov               |
| Óblast de Cheliábinsk        | Cheliábinsk             | Grigori Pashkov             |
| Óblast de Cheliábinsk        | Cheliábinsk-Lenin       | Semión Skachkov             |
| Óblast de Cheliábinsk        | Miass                   | Piótr Tarásov               |
| Óblast de Chernígov          | Snovsk                  | Nikolái Bedriuk             |
| Óblast de Chernígov          | Nezhinsk                | Wanda Wasilewska            |
| Óblast de Chernígov          | Bájmach                 | Evdokia Girchenko           |
| Óblast de Chernígov          | Prilutsk                | Iván Nazarenko              |
| Óblast de Chernígov          | Chernígov               | Mijaíl Roginets             |
| Óblast de Chernígov          | Novgorod-Severski       | Néstor Shkolni              |
| Óblast de Chernivtsí         | Chernivtsí              | Stepanida Varnitskaya       |
| Óblast de Chernivtsí         | Jotín                   | Vasili Velichko             |
| Óblast de Chernivtsí         | Chernivtsí              | Dmitri Gapi                 |
| Óblast de Chitá              | Chitá                   | Gennadi Voronov             |
| Óblast de Chitá              | Borzensk                | Konstantín Korotéiev        |
| Óblast de Chitá              | Sretensk                | Iván Soloviev               |
| Óblast de Chitá              | Borzensk                | Yefim Trotsenko             |
| Óblast de Chitá              | Chitá                   | Pável Uzhev                 |
| Óblast de Chkalov            | Buzulutsk               | Pável Belov                 |
| Óblast de Chkalov            | Chkalov                 | Maria Gontareva             |
| Óblast de Chkalov            | Chkalov                 | Pável Korchagin             |
| Óblast de Chkalov            | Orsk                    | Varvara Mezhevaya           |
| Óblast de Chkalov            | Buguruslansk            | Iván Safronov               |
| Óblast de Chkalov            | Soróchinsk              | Aleksándr Fadéyev           |
| RASS de Chuvasia             | Cheboksary              | Zoya Andréyeva              |
| RASS de Chuvasia             | Alátyr                  | Timoféi Ajazov              |
| RASS de Chuvasia             | Shumerlinsk             | Serguéi Korotkov            |
| RASS de Chuvasia             | Kanashsk                | Pável Nazarov               |
| Óblast de Crimea             | Sebastopol              | Nikolái Basisti             |
| Óblast de Crimea             | Kerchensk               | Vera Kliuchenko             |
| Óblast de Crimea             | Simferópol              | Serguéi Postovalov          |
| Óblast de Crimea             | Simferópol              | Pável Titov                 |
| RASS de Daguestán            | Derbent                 | Salam Aidinbekov            |
| RASS de Daguestán            | Derbent                 | Tair Alímov                 |
| RASS de Daguestán            | Bujnaksk                | Abdurakhman Daniálov        |
| RASS de Daguestán            | Derbent                 | Ruben Markarián             |
| Óblast de Dnipropetrovsk     | Leninsk                 | Leonid Brézhnev             |
| Óblast de Dnipropetrovsk     | Amur-Nyzhnyodniprovsk   | Demián Korotchenko          |
| Óblast de Dnipropetrovsk     | Novomoskov              | Maria Lyashko               |
| Óblast de Dnipropetrovsk     | Dniprodzerzhynsk        | Nina Nazarova               |
| Óblast de Dnipropetrovsk     | Krivói Rog              | Alekséi Semivolos           |
| Óblast de Dnipropetrovsk     | Synelnykove             | Stepan Tarásov              |
| Óblast de Dnipropetrovsk     | Nikopol                 | Iván Tevosián               |
| Óblast de Drohóbych          | Dobromilsk              | Fiódor Znameniye            |
| Óblast de Drohóbych          | Drohóbych               | Miroslav Romanyak           |
| Óblast de Drohóbych          | Sambir                  | Aleksándr Sabúrov           |
| Óblast de Drohóbych          | Borislav                | Iván Schepanik              |
| RSS de Estonia               | Tartu                   | Rihard Antons               |
| RSS de Estonia               | Rakvere                 | Arnold Veimer               |
| RSS de Estonia               | Tallin                  | Nikolái Karotamm            |
| RSS de Estonia               | Pärnu                   | Aleksándr Janus             |
| RSS de Georgia               | Chiatursk               | Rafaíl Agladze              |
| RSS de Georgia               | Kutaisi                 | Valerián Bakradze           |
| RSS de Georgia               | Poti                    | Mijaíl Baramiá              |
| RSS de Georgia               | Tiflis-Stalin           | Lavrenti Beria              |
| RSS de Georgia               | Tiflis rural            | Shalva Dadiani              |
| RSS de Georgia               | Gori                    | Vasili Egnatashvili         |
| RSS de Georgia               | Telavski                | Nikolái Musjelishvili       |
| RSS de Georgia               | Sujumi                  | Avksenti Rapava             |
| RSS de Georgia               | Samtredia               | Gueorgui Sturua             |
| RSS de Georgia               | Bordzhomi               | Serguéi Trofimenko          |
| RSS de Georgia               | Batumi                  | Ismaíl Futkaradze           |
| RSS de Georgia               | Tiflis                  | Kandid Charkviani           |
| Óblast de Gómel              | Gómel                   | Nikolái Gusarov             |
| Óblast de Gómel              | Gómel                   | Iván Kamenshchikov          |
| Óblast de Gómel              | Rahachow                | Yefrosinia Strakóvich       |
| Óblast de Gorki              | Arzamas                 | Aleksándr Andrónov          |
| Óblast de Gorki              | Gorki-Sverdlovsk        | Vasili Grabin               |
| Óblast de Gorki              | Lukoyanovsk             | Maria Domajina              |
| Óblast de Gorki              | Semionovsk              | Iván Yemeliánov             |
| Óblast de Gorki              | Gorki-Stalinsk          | Semión Lávochkin            |
| Óblast de Gorki              | Dzerzhinsk              | Praskovia Mujina            |
| Óblast de Gorki              | Pavlovsk                | Lázar Popov                 |
| Óblast de Gorki              | Arzamas                 | Alekséi Salanov             |
| Óblast de Gorki              | Kulebatsk               | Iván Sizov                  |
| Óblast de Gorki              | Sergachsk               | Vladímir Shcherbakov        |
| Óblast de Gorki              | Urensk                  | Zinaida Siromiátnikova      |
| Óblast de Gorki              | Gorki-Leninsk           | Dmitri Smirnov              |
| Óblast de Gorki              | Liskovsk                | Aleksándr Torsukov          |
| Óblast de Grodno             | Grodno                  | Olga Bertel                 |
| Óblast de Grodno             | Vawkavysk               | Serguéi Belchenko           |
| Óblast de Grodno             | Lida                    | Piótr Kalinin               |
| Óblast de Grozni             | Grozni                  | Iván Zhegalin               |
| Óblast de Grozni             | Grozni                  | Gueorgui Kovalenko          |
| Óblast de Irkutsk            | Tulunsk                 | Serguéi Baranov             |
| Óblast de Irkutsk            | Cheremjovo              | Semión Burdakov             |
| Óblast de Irkutsk            | Irkutsk                 | Imnokenti Nikolski          |
| Óblast de Irkutsk            | Irkutsk                 | Alekséi Jvorostujin         |
| Óblast de Ivánovo            | Shuya                   | Vladímir Lukiánov           |
| Óblast de Ivánovo            | Kineshemsk              | Nina Popova                 |
| Óblast de Ivánovo            | Teykovsk                | Aleksándr Predtechenski     |
| Óblast de Ivánovo            | Vichugsk                | Vitali Tatarintsev          |
| Óblast de Ivánovo            | Ivanovsk                | Taisia Shuvandina           |
| Óblast de Izmaíl             | Bilhorod-Dnistrovsky    | Valentina Pojilenko         |
| Óblast de Izmaíl             | Izmaíl                  | Alekséi Fiódorov            |
| Krái de Jabárovsk            | Kamchatsk               | Mijaíl Vlásov               |
| Krái de Jabárovsk            | Jabárovsk               | Aleksándr Yéfimov           |
| Krái de Jabárovsk            | Jabárovsk               | Vasili Ivánov               |
| Krái de Jabárovsk            | Amursko-Kolimsk         | Nikolái Koshkin             |
| Krái de Jabárovsk            | Komsomolsk              | Iliá Slepko                 |
| Óblast de Járkov             | Izyumsk                 | Iván Voloshin               |
| Óblast de Járkov             | Járkov-Krasnozavodsk    | Vasili Dikan                |
| Óblast de Járkov             | Bogodujiv               | Oksana Donets               |
| Óblast de Járkov             | Dzerzhinsk-Járkov       | Yevgeni Paton               |
| Óblast de Járkov             | Járkov-Leninsk          | Víktor Churayev             |
| Óblast de Járkov             | Járkov                  | Piótr Shafranov             |
| Óblast de Járkov             | Krasnogrado             | Evdokia Yagodkina           |
| Óblast de Járkov             | Kupiansk                | Stepan Yaroshenko           |
| Óblast de Jersón             | Jersón                  | Grigori Grishko             |
| Óblast de Jersón             | Kajovsk                 | Grigori Litovchenko         |
| RASS de Kabardia             | Kabardia                | Vasili Babich               |
| Óblast de Kalinin            | Vishnevolotsk           | Tatiana Antropova           |
| Óblast de Kalinin            | Rzhevsk                 | Aleksándr Vasiliev          |
| Óblast de Kalinin            | Kashinsk                | Maria Volkova               |
| Óblast de Kalinin            | Kalinin                 | Maria Volkonskaya           |
| Óblast de Kalinin            | Bezhetsk                | Tatiana Zuyeva              |
| Óblast de Kalinin            | Rzhevsk                 | Víktor Kiselev              |
| Óblast de Kalinin            | Novotorzhsk             | Nikolái Konoválov           |
| Óblast de Kalinin            | Kalininsk               | Aleksándr Rodímtsev         |
| Óblast de Kalinin            | Lijoslavlsk             | Aleksándr Sadovnikov        |
| Óblast de Kaliningrado       | Cherniajovsk            | Aleksándr Gorbátov          |
| Óblast de Kaliningrado       | Kaliningrado            | Alekséi Egorov              |
| Óblast de Kaliningrado       | Kaliningrado            | Vladímir Shcherbakov        |
| Óblast de Kaluga             | Kirovsk                 | Anna Ivanova                |
| Óblast de Kaluga             | Sujinitsk               | Boris Panov                 |
| Óblast de Kaluga             | Kaluga                  | Aleksándr Símonov           |
| Óblast de Kamianéts-Podilski | Proskurovsk             | Vasili Begma                |
| Óblast de Kamianéts-Podilski | Shepetivka              | Semión Budionni             |
| Óblast de Kamianéts-Podilski | Kamianéts-Podilski      | Vasili Goroshko             |
| Óblast de Kamianéts-Podilski | Starokonstantinov       | Nikolái Kovalchuk           |
| Óblast de Kamianéts-Podilski | Proskurovsk             | Maria Leskova               |
| Óblast de Kamianéts-Podilski | Gorodotsk               | Nikolái Podolski            |
| RSS de Kazajistán            | Kokshetau               | Ajan Abilgazin              |
| RSS de Kazajistán            | Chimkentsk              | Janifa Alibayeva            |
| RSS de Kazajistán            | Dzhambulsk              | Kulyash Askeyeva            |
| RSS de Kazajistán            | Karagandá               | Jasen Bayuzakov             |
| RSS de Kazajistán            | Gurievsk                | Zulkarnói Yúmarov           |
| RSS de Kazajistán            | Shymkent                | Muhammedzhan Yerlepesov     |
| RSS de Kazajistán            | Aktobé                  | Bagila Irguzhiyeva          |
| RSS de Kazajistán            | Turkestán               | Zeyne Isabekova             |
| RSS de Kazajistán            | Kostanái                | Amir Kanapin                |
| RSS de Kazajistán            | Pavlodar                | Danial Kerimbayev           |
| RSS de Kazajistán            | Petropavl               | Zhalel Kizatov              |
| RSS de Kazajistán            | Ust-Kamenogorsk         | Alekséi Kozlov              |
| RSS de Kazajistán            | Semipalátinsk           | Serguéi Kruglov             |
| RSS de Kazajistán            | Chimkent                | Dinmujamed Kunáyev          |
| RSS de Kazajistán            | Karagandá               | Nikolái Maltsev             |
| RSS de Kazajistán            | Taldi-Kurgán            | Avgusta Muliavko            |
| RSS de Kazajistán            | Zaysan                  | Jabir Pazikov               |
| RSS de Kazajistán            | Kyzyl-Ordinsk           | Kashakbái Primov            |
| RSS de Kazajistán            | Ural                    | Abdijami Sembayev           |
| RSS de Kazajistán            | Mólotov                 | Elubái Táibekov             |
| RSS de Kazajistán            | Alma-Ata                | Nurtas Undasinov            |
| RSS de Kazajistán            | Alma-Ata                | Iván Shmelkov               |
| RSS de Kazajistán            | Akmola                  | Klavdia Shchupko            |
| RSS de Kazajistán            | Karagandá               | Serguéi Yákovlev            |
| Óblast de Kémerovo           | Stalin                  | Roman Belan                 |
| Óblast de Kémerovo           | Prokópevsk              | Vladímir Vorobiev           |
| Óblast de Kémerovo           | Osinnikovsk             | Vladímir Gubin              |
| Óblast de Kémerovo           | Mariinski               | Antonina Ivanova            |
| Óblast de Kémerovo           | Kémerovo                | Evgeni Kolyshev             |
| Óblast de Kémerovo           | Kémerovo                | Vasili Mokrushin            |
| Óblast de Kémerovo           | Anzhero-Súdzhensk       | Vasili Moskvin              |
| Óblast de Kémerovo           | Leninsk-Kuznetsk        | Nina Popova                 |
| Óblast de Kémerovo           | Kiselevski              | Vasili Semykin              |
| Óblast de Kiev               | Smeliánsk               | Nikita Bubnovski            |
| Óblast de Kiev               | Dymersk                 | Andréi Grechko              |
| Óblast de Kiev               | Boryspil                | Alekséi Griza               |
| Óblast de Kiev               | Kiev-Mólotovsk          | Praskovia Gusiátnikova      |
| Óblast de Kiev               | Umansk                  | Fiódor Dubkovetski          |
| Óblast de Kiev               | Kiev                    | Aleksandr Korneichuk        |
| Óblast de Kiev               | Boguslavsk              | Maria Lysenko               |
| Óblast de Kiev               | Kiev-Leninsk            | Leonid Melnikov             |
| Óblast de Kiev               | Tarascha                | Zajar Oleynik               |
| Óblast de Kiev               | Cherkask                | Zinovi Serdiuk              |
| Óblast de Kiev               | Kiev-Kaganovitsk        | Mijaíl Sinitsa              |
| Óblast de Kiev               | Tarascha                | Iván Stafichuk              |
| Óblast de Kiev               | Belotserkovsk           | Nadezhda Tolstova-Pariskaya |
| RSS de Kirguistán            | Jalal-Abad              | Salli Alimov                |
| RSS de Kirguistán            | Osh                     | Nikolái Bogoliúbov          |
| RSS de Kirguistán            | Frunze                  | Isjak Razzakov              |
| RSS de Kirguistán            | Frunze                  | Konstantín Skriabin         |
| RSS de Kirguistán            | Tian Shan               | Abdi Suyerkulov             |
| Óblast de Kírov              | Kotelnitsk              | Anna Belij                  |
| Óblast de Kírov              | Kírov                   | Iván Býkov                  |
| Óblast de Kírov              | Slobodskói              | Nikolái Kliukin             |
| Óblast de Kírov              | Sovetski                | Dementi Medvédev            |
| Óblast de Kírov              | Omutninsk               | Fiódor Panferov             |
| Óblast de Kírov              | Kírov                   | Nadezhda Pogudina           |
| Óblast de Kírov              | Yaransk                 | Vasili Sozin                |
| Óblast de Kírov              | Malmyzhsk               | Zinaida Fiódorova           |
| Óblast de Kírovgrado         | Aleksandrisk            | Stepan Kozhevnikov          |
| Óblast de Kírovgrado         | Novoukrainka            | María Levitskaya            |
| Óblast de Kírovgrado         | Novogeorgievsk          | Vladímir Matskévich         |
| Óblast de Kírovgrado         | Kírovgrado              | Vasili Pozanenko            |
| RASS de Komi                 | Siktivkar               | Gueorgui Osipov             |
| Óblast de Kostromá           | Kostromá                | Aleksandra Evdokimova       |
| Óblast de Kostromá           | Sharyinsk               | Gennadi Kudriáshov          |
| Óblast de Kostromá           | Galitsk                 | Iván Kuznetsov              |
| Óblast de Kostromá           | Buysk                   | Stanislav Shteyman          |
| Krái de Krasnodar            | Krasnodar               | Nikolái Ignatov             |
| Krái de Krasnodar            | Tijoretsk               | Mijaíl Kaverznev            |
| Krái de Krasnodar            | Novorosíisk             | Vasili Kochergov            |
| Krái de Krasnodar            | Yeisk                   | Olga Pavliuk                |
| Krái de Krasnodar            | Maikop                  | Piótr Pantikov              |
| Krái de Krasnodar            | Tuapsé                  | Valentín Suprunov           |
| Krái de Krasnodar            | Krasnodar               | Serguéi Trofimenko          |
| Krái de Krasnodar            | Kropotkinsk             | Nikolái Trofimenkov         |
| Krái de Krasnodar            | Slaviansk               | Iván Shatski                |
| Krái de Krasnodar            | Armavir                 | Boris Shipílov              |
| Krái de Krasnoyarsk          | Minusinsk               | Overki Aristov              |
| Krái de Krasnoyarsk          | Áchinsk                 | Evgeni Kolushchinski        |
| Krái de Krasnoyarsk          | Krasnoyarsk             | Piótr Kostenko              |
| Krái de Krasnoyarsk          | Yeniseiski              | Iván Lobastov               |
| Krái de Krasnoyarsk          | Kannsk                  | Pável Marchenko             |
| Krái de Krasnoyarsk          | Abakán                  | Taras Nemezhikov            |
| Krái de Krasnoyarsk          | Uyarsk                  | Anna Telegina               |
| Óblast de Kúibyshev          | Kírovsk                 | Aleksándr Beliánski         |
| Óblast de Kúibyshev          | Chapayevsk              | Mijaíl Gvishiani            |
| Óblast de Kúibyshev          | Syzransk                | Leonid Yefremov             |
| Óblast de Kúibyshev          | Sergueevski             | Grigori Malejonkov          |
| Óblast de Kúibyshev          | Kúibyshev               | Anna Petriáyeva             |
| Óblast de Kúibyshev          | Kinelsk                 | Aleksándr Puzanov           |
| Óblast de Kúibyshev          | Syzransk                | Vasili Yushkévich           |
| Óblast de Kurgán             | Kurgán                  | Iván Blinov                 |
| Óblast de Kurgán             | Shumajinsk              | Nadezhda Liálikova          |
| Óblast de Kurgán             | Shádrinsk               | Terenti Maltsev             |
| Óblast de Kursk              | Valuysk                 | Mijaíl Bukin                |
| Óblast de Kursk              | Kastórnoe               | Vasili Volchkov             |
| Óblast de Kursk              | Bélgorod                | Vasili Kolomichenko         |
| Óblast de Kursk              | Shchigrovsk             | Vladímir Kruzhkov           |
| Óblast de Kursk              | Starooskolsk            | Dmitri Lijachev             |
| Óblast de Kursk              | Lgovsk                  | Fiódor Maksimov             |
| Óblast de Kursk              | Oboyansk                | Piótr Pospelov              |
| Óblast de Kursk              | Dmitrievsk              | Máksim Sabúrov              |
| Óblast de Kursk              | Kursk                   | Iván Silin                  |
| Óblast de Kursk              | Rakityansk              | Pável Staroverov            |
| Óblast de Leningrado         | Kingisepp               | Pelagia Dobronravina        |
| Óblast de Leningrado         | Vóljov                  | Piótr Ladanov               |
| Óblast de Leningrado         | Gátchina                | Mijaíl Mijaílov             |
| Óblast de Leningrado         | Vóljov                  | Yekaterina Mijaílova        |
| Óblast de Leningrado         | Lodeynopolsk            | Iván Moshníkov              |
| Óblast de Leningrado         | Vyborgskiy              | Boris Nikoláyev             |
| Óblast de Leningrado         | Leningrado              | Piótr Pokrishev             |
| Ciudad de Leningrado         | Nevski                  | Vasili Andriánov            |
| Ciudad de Leningrado         | Kírovsk                 | Alekséi Baikov              |
| Ciudad de Leningrado         | Moskovsk                | Iliá Grebenshchikov         |
| Ciudad de Leningrado         | Oktiabrski              | Frol Kozlov                 |
| Ciudad de Leningrado         | Zhdanovskii             | Andréi Kuznetsov            |
| Ciudad de Leningrado         | Moskovsk                | Aleksándr Lebedev           |
| Ciudad de Leningrado         | Smolninskoye            | Zinovia Orlova              |
| Ciudad de Leningrado         | Petrogradsk             | Iván Petrov                 |
| Ciudad de Leningrado         | Sverdlovski             | Vasili Soloviev-Sedov       |
| Ciudad de Leningrado         | Dzherzhinski            | Nikolái Tíjonov             |
| Ciudad de Leningrado         | Kalinin                 | Yuli Jaritón                |
| Ciudad de Leningrado         | Frunzenski              | Nikolái Cherkásov           |
| Óblast de Leópolis           | Gorodotsk               | Kuzma Galitski              |
| Óblast de Leópolis           | Leópolis                | Grigori Kiyak               |
| Óblast de Leópolis           | Brodovsk                | Piótr Kozlaniuk             |
| Óblast de Leópolis           | Brodovsk                | Kuzma Pelejati              |
| Óblast de Leópolis           | Leópolis                | Vasili Sadovi               |
| Óblast de Leópolis           | Leópolis                | Semión Stefanik             |
| Óblast de Leópolis           | Zólochiv                | Amvrosi Shevchuk            |
| RSS de Letonia               | Madona                  | Anna Abzalon-Sakse          |
| RSS de Letonia               | Jelgava                 | Iván Bagramián              |
| RSS de Letonia               | Daugavpils              | Jānis Ivanovs               |
| RSS de Letonia               | Riga                    | Jānis Kalnbērziņš           |
| RSS de Letonia               | Riga                    | Vilhelms Laiviņš            |
| RSS de Letonia               | Rēzekne                 | Alfons Novik                |
| RSS de Letonia               | Kuldīga                 | Yan Ostrov                  |
| RSS de Lituania              | Marijampolė             | Vincas Vitkauskas           |
| RSS de Lituania              | Kaunas                  | Mečislovas Gedvilas         |
| RSS de Lituania              | Tauragė                 | Maria Kaunaite              |
| RSS de Lituania              | Utena                   | Jonas Macijauskas           |
| RSS de Lituania              | Ukmergė                 | Vladas Niunka               |
| RSS de Lituania              | Telšiai                 | Justas Paleckis             |
| RSS de Lituania              | Panevėžys               | Antanas Raguotis            |
| RSS de Lituania              | Vilna                   | Antanas Sniečkus            |
| RSS de Lituania              | Šiauliai                | Jonas Chulada               |
| RSS de Lituania              | Alytus                  | Motiejus Šumauskas          |
| Óblast de Maguilov           | Goretsk                 | Piótr Mashérov              |
| Óblast de Maguilov           | Klimavichy              | Aleksandra Stepanova        |
| Óblast de Maguilov           | Maguilov                | Lavrenti Tsanava            |
| RASS de Mari                 | Sernursk                | Anisia Bespalova            |
| RASS de Mari                 | Yoshkar-Olinsk          | Grigori Kondriátev          |
| Óblast de Mikolaiv           | Voznesenski             | Andréi Kirilenko            |
| Óblast de Mikolaiv           | Mikolaiv                | Piótr Kuvshinov             |
| Óblast de Minsk              | Minsk                   | Kliment Voroshílov          |
| Óblast de Minsk              | Minsk                   | Panteleimón Ponomarenko     |
| Óblast de Minsk              | Borisov                 | Vasili Chernishev           |
| RSS de Moldavia              | Bălți                   | Fiódor Brovko               |
| RSS de Moldavia              | Soroca                  | Filipp Kashnikov            |
| RSS de Moldavia              | Tiráspol                | Grigori Kvasov              |
| RSS de Moldavia              | Orgeyevsky              | Semión Kazak                |
| RSS de Moldavia              | Bălți                   | Nikolái Korneiev            |
| RSS de Moldavia              | Bender                  | Iósif Mordoviets            |
| RSS de Moldavia              | Kishinevsk              | Raisa Onika                 |
| RSS de Moldavia              | Cahul                   | Semión Potápov              |
| RSS de Moldavia              | Kishinevsk              | Dmitri Tkach                |
| Óblast de Molodechno         | Pastavy                 | Yákov Budko                 |
| Óblast de Molodechno         | Maladzyechna            | Pavlina Snezhko             |
| Óblast de Mólotov            | Osinsk                  | Zinaida Kotelnikova         |
| Óblast de Mólotov            | Kungursk                | Nikolái Pegov               |
| Óblast de Mólotov            | Voroshílovsk            | Mijaíl Pervujin             |
| Óblast de Mólotov            | Kízel                   | Alekséi Petriákov           |
| Óblast de Mólotov            | Mólotov                 | Aleksándr Pechischev        |
| Óblast de Mólotov            | Stalinsk                | Filipp Prass                |
| Óblast de Mólotov            | Komi-Perm               | Dmitri Fediunkin            |
| Óblast de Mólotov            | Chusovói                | Ignat Churin                |
| Óblast de Mólotov            | Kungur                  | Arkadi Shvetsov             |
| RASS de Mordovia             | Krasnosobodsk           | Pável Kokorev               |
| RASS de Mordovia             | Ruzaiévsk               | Vasili Kuznetsov            |
| RASS de Mordovia             | Saransk                 | Iván Piksin                 |
| RASS de Mordovia             | Ardatovsk               | Anastasia Staroverova       |
| Óblast de Moscú              | Leninsk                 | Víktor Alekséiev            |
| Óblast de Moscú              | Noguinsk                | Liúbov Ananyeva             |
| Óblast de Moscú              | Mozhaisk                | Pável Artemiev              |
| Óblast de Moscú              | Volokolamsk             | Nikolái Bogdánov            |
| Óblast de Moscú              | Kolómenskoye            | Fiódor Generalov            |
| Óblast de Moscú              | Kashirsk                | Iván Gorgonov               |
| Óblast de Moscú              | Oréjovo-Zúyevo          | Víktor Grishin              |
| Óblast de Moscú              | Dmitrovsk               | Iván Egorov                 |
| Óblast de Moscú              | Egorievsk               | Aleksándr Yefremov          |
| Óblast de Moscú              | Elektrostal             | Alekséi Zhuravlev           |
| Óblast de Moscú              | Yegoryevsk              | Iván Kapitonov              |
| Óblast de Moscú              | Stalingorsk             | Andréi Lebedkov             |
| Óblast de Moscú              | Zagorsk                 | Leonid Leonov               |
| Óblast de Moscú              | Mytishchinsk            | Iván Lijachev               |
| Óblast de Moscú              | Kuntsevo                | Viacheslav Malishev         |
| Óblast de Moscú              | Podolsk                 | Liudmila Matvéieva          |
| Óblast de Moscú              | Ujtomsk                 | Boris Samsónov              |
| Óblast de Moscú              | Oréjovo-Zúyev           | Motrona Simonzhenkova       |
| Óblast de Moscú              | Serpujovsk              | María Sokolova              |
| Óblast de Moscú              | Klinsk                  | Agafia Timoféyeva           |
| Óblast de Moscú              | Ramensk                 | Serguéi Shishkin            |
| Ciudad de Moscú              | Leninski                | Aleksándr Bakulev           |
| Ciudad de Moscú              | Oktiabrski              | Pável Býkov                 |
| Ciudad de Moscú              | Dzherzhinski            | Víktor Blazhenov            |
| Ciudad de Moscú              | Leninski                | Serguéi Vavílov             |
| Ciudad de Moscú              | Sokolnicki              | Zinaida Lebedeva            |
| Ciudad de Moscú              | Leningradsk             | Gueorgui Malenkov           |
| Ciudad de Moscú              | Frunzensk               | Ekaterina Martiánova        |
| Ciudad de Moscú              | Mólotovsk               | Viacheslav Mólotov          |
| Ciudad de Moscú              | Sovetski                | Aleksándr Nesmeyánov        |
| Ciudad de Moscú              | Shcherbakivski          | Nikolái Rossiski            |
| Ciudad de Moscú              | Kievskii                | Iván Rumiántsev             |
| Ciudad de Moscú              | Stalinski               | Iósif Stalin                |
| Ciudad de Moscú              | Sverdlovski             | Alla Tarasova               |
| Ciudad de Moscú              | Kúibyshevski            | Ekaterina Furtsevaya        |
| Ciudad de Moscú              | Kalininski              | Nikita Jrushchov            |
| Ciudad de Moscú              | Kírovsk                 | Aleksándr Chutkij           |
| Ciudad de Moscú              | Krasnopresnenskaya      | Aleksandra Shtyrova         |
| Ciudad de Moscú              | Moskvoretsk             | Mijaíl Yasnov               |
| Óblast de Múrmansk           | Kandalakcha             | Alekséi Kutriev             |
| Óblast de Múrmansk           | Múrmansk                | Pável Shurigin              |
| Óblast de Nóvgorod           | Borovitsk               | Matvéi Guliáyev             |
| Óblast de Nóvgorod           | Nóvgorod                | Mijaíl Tupitsin             |
| Óblast de Nóvgorod           | Starorussk              | Arjip Fiódorov              |
| Óblast de Novosibirsk        | Berdsk                  | Anatoli Batamirov           |
| Óblast de Novosibirsk        | Kupinsk                 | Nikolái Deykun              |
| Óblast de Novosibirsk        | Tatarsk                 | Aleksándr Pokryshkin        |
| Óblast de Novosibirsk        | Barabinsk               | Modest Simon                |
| Óblast de Novosibirsk        | Novosibirsk             | Konstantín Shadrin          |
| Óblast de Novosibirsk        | Novosibirsk-Kírov       | Iván Yákovlev               |
| Óblast de Novosibirsk        | Novosibirsk-Tsentralny  | Aleksándr Yákovlev          |
| Óblast de Odesa              | Kotovsk                 | Alekséi Yepíshev            |
| Óblast de Odesa              | Pervomaisk              | Alekséi Kirichenko          |
| Óblast de Odesa              | Odesa-Voroshílov        | Elena Kozlova               |
| Óblast de Odesa              | Odesa                   | Trofim Lysenko              |
| Óblast de Odesa              | Andreevo-Ivanovsk       | Nikolái Pújov               |
| Óblast de Odesa              | Odesa-Lenin             | Aleksándr Skverniak         |
| Óblast de Omsk               | Omsk-Tsentralny         | Nikolái Kiselev             |
| Óblast de Omsk               | Omsk-Mólotovsk          | Boris Krasenkov             |
| Óblast de Omsk               | Tarski                  | Leonid Kuzik                |
| Óblast de Omsk               | Omsk                    | Filipp Moshenski            |
| Óblast de Omsk               | Naziáyevsk              | Olga Sokolova-Ponomareva    |
| Óblast de Omsk               | Omsk-Kaganóvichsk       | Anna Turisheva              |
| Óblast de Oriol              | Verjovsk                | Pável Beloglazov            |
| Óblast de Oriol              | Orlovsk                 | Anna Kosareva               |
| Óblast de Oriol              | Orlovsk                 | Leonid Krílov               |
| Óblast de Oriol              | Yelets                  | Anastasia Shepeleva         |
| Óblast de Oriol              | Livensk                 | Pável Yudin                 |
| RASS de Osetia del Norte     | Osetia del Norte-Alania | Kubadi Kulov                |
| Óblast de Penza              | Serdobsk                | Pável Dubinkin              |
| Óblast de Penza              | Kuznetsk                | Anna Kazakovskaya           |
| Óblast de Penza              | Penza                   | Fiódor Kulakov              |
| Óblast de Penza              | Penza                   | Iván Lebedev                |
| Óblast de Penza              | Nizhnelomovsk           | Tatiana Levkova             |
| Óblast de Penza              | Serdobsk                | Alekséi Orlov               |
| Óblast de Pinsk              | Pinsk                   | Grigori Ignatenko           |
| Óblast de Pinsk              | Drahičyn                | Kirill Mazurov              |
| Óblast de Pólatsk            | Pólatsk                 | Lidia Grecheskaya           |
| Óblast de Pólatsk            | Glybókaye               | Kuzma Kiselev               |
| Óblast de Polesia            | Mózyr                   | Alekséi Bondar              |
| Óblast de Polesia            | Mózyr                   | Semión Timoshenko           |
| Óblast de Poltava            | Poltava                 | Timoféi Gaevói              |
| Óblast de Poltava            | Mirgorodski             | Yákov Girchenko             |
| Óblast de Poltava            | Pyriatyn                | Alekséi Koval               |
| Óblast de Poltava            | Zolotonosha             | Musi Kud                    |
| Óblast de Poltava            | Lubny                   | Vasili Márkov               |
| Óblast de Poltava            | Hadiach                 | Iván Martinenko             |
| Óblast de Poltava            | Kremenchuk              | Aleksándr Palladin          |
| Krái de Primorie             | Voroshilovsk            | Iván Bozhok                 |
| Krái de Primorie             | Primorie                | Nikolái Malájov             |
| Krái de Primorie             | Vladivostok             | Nikolái Organov             |
| Krái de Primorie             | Spaski                  | Alekséi Semiónov            |
| Óblast de Pskov              | Porjovsk                | Iván Popov                  |
| Óblast de Pskov              | Ostrovsk                | Iván Skvortsov              |
| Óblast de Pskov              | Pskov                   | Gennadi Shubin              |
| Óblast de Riazán             | Riazán                  | Daria Garmash               |
| Óblast de Riazán             | Chaplyginsk             | Liudmilla Dubrovina         |
| Óblast de Riazán             | Sasovsk                 | Nikolái Diudiayev           |
| Óblast de Riazán             | Riazán                  | Alekséi Lariónov            |
| Óblast de Riazán             | Riazán                  | Mijaíl Medin                |
| Óblast de Riazán             | Kasímov                 | Pável Smetanin              |
| Óblast de Rivne              | Dubnovsk                | Aleksandra Veremchuk        |
| Óblast de Rivne              | Rivne                   | Ulyana Yefímchuk-Diachuk    |
| Óblast de Rivne              | Kostopil                | Dmitri Manuilski            |
| Óblast de Rivne              | Sarny                   | Vasili Chuchukalo           |
| Óblast de Rostov             | Taganrog                | Bagrat Arutiúnov            |
| Óblast de Rostov             | Taganrog                | Pável Gartsuyev             |
| Óblast de Rostov             | Shájtinski              | Efim Dujanin                |
| Óblast de Rostov             | Rostov                  | Leonid Zhdánov              |
| Óblast de Rostov             | Salski                  | Serafim Zimovets            |
| Óblast de Rostov             | Rostov-Leninsk          | Melania Kramarenko          |
| Óblast de Rostov             | Kamensk                 | Piótr Pastushenko           |
| Óblast de Rostov             | Rostov-Proletarsk       | Nikolái Patolichev          |
| Óblast de Rostov             | Novocherkask            | Nikolái Patolichev          |
| Óblast de Rostov             | Millerovsk              | Mijaíl Shólojov             |
| Óblast de Sajalín            | Jolmsk                  | Aleksándr Yemeliánov        |
| Óblast de Sajalín            | Yuzhno-Sajalinsk        | Nikolái Krylov              |
| Óblast de Sajalín            | Aleksandrovsk           | Dmitri Melnik               |
| Óblast de Sarátov            | Atkarsk                 | Leonid Andriánov            |
| Óblast de Sarátov            | Sarátov-Stalinsk        | Gennadi Borkov              |
| Óblast de Sarátov            | Balashovsk              | Ferapont Golovati           |
| Óblast de Sarátov            | Yershovsk               | Mijaíl Kitayev              |
| Óblast de Sarátov            | Balashovsk              | Grigori Orlov               |
| Óblast de Sarátov            | Sarátov-Leninsk         | Mijaíl Súslov               |
| Óblast de Sarátov            |                         | Iván Trofímov               |
| Óblast de Sarátov            | Volsk                   | Boris Chirkov               |
| Óblast de Sarátov            | Rtishchevsk             | Sofia Sherishorina          |
| Óblast de Smolensk           | Yartsevsk               | Vera Vasilevskaya           |
| Óblast de Smolensk           | Viazemski               | Aleksándr Kidin             |
| Óblast de Smolensk           | Smolensk                | Iván Marfenkov              |
| Óblast de Smolensk           | Roslavlsky              | Alekséi Ogloblin            |
| Óblast de Smolensk           | Sychyovsk               | Vera Sokolova               |
| Óblast de Smolensk           | Smolensk                | Vladímir Frontasiev         |
| Óblast de Smolensk           | Demídovsk               | Olga Chelischeva            |
| Óblast de Stalingrado        | Stalingrado             | Iván Aleshkin               |
| Óblast de Stalingrado        | Stalingrado             | Iván Grishin                |
| Óblast de Stalingrado        | Mijáilovsk              | Yákov Larin                 |
| Óblast de Stalingrado        | Jopior                  | Pável Serguéiev             |
| Óblast de Stalingrado        | Kalachyovsk             | Vasili Sokolovski           |
| Óblast de Stalingrado        | Kamishin                | Ekaterina Yakutina          |
| Óblast de Stálino            | Amvrosiivka             | Praskovia Angelina          |
| Óblast de Stálino            | Stalinsk                | Mijaíl Bogomolov            |
| Óblast de Stálino            | Stalinsk                | Vladímir Bogoslavski        |
| Óblast de Stálino            | Yenákiievo              | Iván Valigura               |
| Óblast de Stálino            | Zhdánovsk               | Nikolái Gavrilenko          |
| Óblast de Stálino            | Artemovsk               | Vasili Klimenko             |
| Óblast de Stálino            | Makiivka                | Iván Korobov                |
| Óblast de Stálino            | Gorlovsk                | Mijaíl Logvinenko           |
| Óblast de Stálino            | Konstantínovsk          | Marko Spivak                |
| Óblast de Stálino            | Stalinsk                | Aleksándr Struyev           |
| Óblast de Stálino            | Makiivka                | Iván Jotenkov               |
| Óblast de Stálino            | Kramatorsk              | Yákov Sharaban              |
| Óblast de Stanislav          | Kolomyia                | Grigori Gravishchuk         |
| Óblast de Stanislav          | Stanislav               | Anna Gogol                  |
| Óblast de Stanislav          | Pechenezhinsk           | Anton Kochubéi              |
| Óblast de Stanislav          | Nadvirna                | Kirill Moskalenko           |
| Óblast de Stanislav          | Dolinsk                 | Mijaíl Slon                 |
| Óblast de Sumy               | Sumi                    | Iliá Ivánov                 |
| Óblast de Sumy               | Glujovski               | Sidor Kolpak                |
| Óblast de Sumy               | Shostka                 | Iván Kozhedub               |
| Óblast de Sumy               | Lebedinsk               | Andréi Kondratenko          |
| Óblast de Sumy               | Romensk                 | Motrona Cherchenko          |
| Óblast de Sumy               | Konotop                 | Efrosinia Shkulipa          |
| Krái de Stávropol            | Piatigorsk              | Semión Babáievski           |
| Krái de Stávropol            | Circasia                | Alekséi Baránov             |
| Krái de Stávropol            | Petrovsk                | Alekséi Belousov            |
| Krái de Stávropol            | Stávropol               | Iván Bóitsov                |
| Krái de Stávropol            | Budonnovsk              | Nikita Pereverzev           |
| Krái de Stávropol            | Georgiyevsk             | Andréi Chujno               |
| Óblast de Sverdlovsk         | Krasnoufimsk            | Piótr Aplayev               |
| Óblast de Sverdlovsk         | Krasnoufimsk            | Pável Bazhov                |
| Óblast de Sverdlovsk         | Kamyshlovsk             | Natalia Boboshina           |
| Óblast de Sverdlovsk         | Irbit                   | Gueorgui Zhúkov             |
| Óblast de Sverdlovsk         | Pervouralsk             | Iván Krapivin               |
| Óblast de Sverdlovsk         | Sverdlovsk-Leninsk      | Ígor Kurchátov              |
| Óblast de Sverdlovsk         | Sverdlovsk-Stalinsk     | Víktor Nedosekin            |
| Óblast de Sverdlovsk         | Serov                   | Konstantín Nikoláyev        |
| Óblast de Sverdlovsk         | Nizhne-Tagilsk          | Pável Pajteyev              |
| Óblast de Sverdlovsk         | Alapayevsk              | Antonina Trifonova          |
| Óblast de Sverdlovsk         | Kamensk-Uralsky         | Dimitri Shepílov            |
| Óblast de Tambov             | Zherdevsk               | Stepan Alekséiev            |
| Óblast de Tambov             | Morshansk               | Evdokia Apushkina           |
| Óblast de Tambov             | Tambov                  | Iván Volkov                 |
| Óblast de Tambov             | Kirsanovsk              | Piótr Morozov               |
| Óblast de Tambov             | Michurinsk              | Pável Yákovlev              |
| RASS Tártara                 | Kazán                   | Iván Bardin                 |
| RASS Tártara                 | Kukmorsk                | Samigull Valeiév            |
| RASS Tártara                 | Menzelinsk              | Zaki Gabdullin              |
| RASS Tártara                 | Zelenodolsk             | Akhmed Yerikéiev            |
| RASS Tártara                 | Tetyushsk               | Fiódor Katkov               |
| RASS Tártara                 | Chitopolsk              | Mitrofan Krílov             |
| RASS Tártara                 | Yelabuzhsk              | Natalia Lavrentieva         |
| RASS Tártara                 | Kazán                   | Zinet Murátov               |
| RASS Tártara                 | Novo-Sheshminsk         | Grigori Románov             |
| RASS Tártara                 | Bugulminsk              | Vagiz Jafizov               |
| RSS de Tayikistán            | Stalinabad              | Bobodzhan Ghafurov          |
| RSS de Tayikistán            | Kulob                   | Dzhabbor Rasulov            |
| RSS de Tayikistán            | Stalinabad              | Mirzo Tursunzade            |
| RSS de Tayikistán            | Jarm                    | Minovar Shagadayev          |
| RSS de Tayikistán            | Leninabad               | Mijaíl Shilkin              |
| Óblast de Ternópil           | Ternópil                | Daníl Borinski              |
| Óblast de Ternópil           | Buchach                 | Kuzma Grebennik             |
| Óblast de Ternópil           | Berezhansk              | Mijaíl Grechuja             |
| Óblast de Ternópil           | Chertkovsk              | Vladímir Druzhinin          |
| Óblast de Ternópil           | Kremenets               | Fiódor Lipka                |
| Óblast de Tiúmen             | Tiúmen                  | Iván Afonov                 |
| Óblast de Tiúmen             | Tobolsk                 | Andrian Glujij              |
| Óblast de Tiúmen             | Ishim                   | Dmitri Kriukov              |
| Óblast de Tomsk              | Tomsk                   | Andréi Savinij              |
| Óblast de Tomsk              | Tomsk                   | Alekséi Semin               |
| Óblast de Tula               | Tula                    | Anna Antonovskaya           |
| Óblast de Tula               | Shchyokinsky            | Klavdi Subbotin             |
| Óblast de Tula               | Yefremovsk              | Iván Shalkov                |
| Óblast de Tula               | Tula                    | Mijaíl Schepakin            |
| RSS de Turkmenistán          | Çärjew                  | Bajti Altibayeva            |
| RSS de Turkmenistán          | Asjabad                 | Andréi Andréiev             |
| RSS de Turkmenistán          | Tashauz                 | Sukhan Babayev              |
| RSS de Turkmenistán          | Mari                    | Shadzha Batirov             |
| Óblast Autónomo Tuvano       | Kyzyl                   | Salchak Toka                |
| RASS de Udmurtia             | Glázov                  | Iván Gorbushin              |
| RASS de Udmurtia             | Izhevsk                 | Anna Kniazeva               |
| RASS de Udmurtia             | Sarapul                 | Piótr Lysov                 |
| RASS de Udmurtia             | Mozhginsk               | Pável Nikitin               |
| Óblast de Uliánovsk          | Uliánovsk               | Aleksándr Bochkarev         |
| Óblast de Uliánovsk          | Radishchevsk            | Maria Kondriatieva          |
| Óblast de Uliánovsk          | Melekessky              | Fiódor Pinkov               |
| Óblast de Uliánovsk          | Inzensk                 | Mijaíl Chernishev           |
| RSS de Uzbekistán            | Ferganá                 | Ibodatjon Akramova          |
| RSS de Uzbekistán            | Samarcanda              | Arif Alimov                 |
| RSS de Uzbekistán            | Bujará                  | Buri Amanova                |
| RSS de Uzbekistán            | Andiján                 | Mashrapjon Ajmadaliyeva     |
| RSS de Uzbekistán            | Farkhad                 | Mirza Akhmedov              |
| RSS de Uzbekistán            | Urgench                 | Mijaíl Baskakov             |
| RSS de Uzbekistán            | Taskent                 | Mavlian Vajabov             |
| RSS de Uzbekistán            | Samarcanda              | Semión Ignátiev             |
| RSS de Uzbekistán            | Karshi                  | Pável Kabanov               |
| RSS de Uzbekistán            | Taskent-Leninsk         | Lázar Kaganóvich            |
| RSS de Uzbekistán            | Kokand                  | Sobir Kamalov               |
| RSS de Uzbekistán            | Turtkul                 | Tursun Kambarov             |
| RSS de Uzbekistán            | Leninsk                 | Serguéi Kansh               |
| RSS de Uzbekistán            | Bujará                  | Roman Melnikov              |
| RSS de Uzbekistán            | Namangán                | Amin Niyázov                |
| RSS de Uzbekistán            | Surjan-Darín            | Iván Petrov                 |
| RSS de Uzbekistán            | Namangán                | Saodat Rajimova             |
| RSS de Uzbekistán            | Katta-Kurgán            | Abidzhan Usmanov            |
| RSS de Uzbekistán            | Chimbay                 | Gani Jodzhayev              |
| RSS de Uzbekistán            | Taskent-Stalinsk        | Usman Yusúpov               |
| Óblast de Velíkiye Luki      | Velikoluksk             | Grigori Bóikachev           |
| Óblast de Velíkiye Luki      | Opochetsk               | Konstantín Grishin          |
| Óblast de Velíkiye Luki      | Toropetsk               | Maria Chernij               |
| Óblast de Vínnytsia          | Tulchinsk               | Nikolái Bazhan              |
| Óblast de Vínnytsia          | Koziatyn                | Piótr Ivashutin             |
| Óblast de Vínnytsia          | Koziatyn                | German Kovalev              |
| Óblast de Vínnytsia          | Haisynsk                | Ustina Romanyuk             |
| Óblast de Vínnytsia          | Vínnytsia               | Markián Slobodiániuk        |
| Óblast de Vínnytsia          | Vínnytsia               | Mijaíl Stajurski            |
| Óblast de Vínnytsia          | Zhmérynka               | Ekaterina Stepankévich      |
| Óblast de Vínnytsia          | Mohyliv-Podilskyi       | Timoféi Strokach            |
| Óblast de Vínnytsia          | Bershadsk               | Anastasia Jmaruk            |
| Óblast de Vítebsk            | Orsha                   | Akulina Gribovskaya         |
| Óblast de Vítebsk            | Lépiel                  | Iósif Kardóvich             |
| Óblast de Vítebsk            | Vítebsk                 | Alekséi Kleshchev           |
| Óblast de Vladímir           | Kovrovsk                | Pável Alferov               |
| Óblast de Vladímir           | Muromsk                 | Yegor Ushakov               |
| Óblast de Vladímir           | Vladímir                | Serguéi Fedótov             |
| Óblast de Vladímir           | Gus-Khrustalny          | Praskovia Frolova           |
| Óblast de Vladímir           | Aleksandrovsk           | Nikolái Shatalin            |
| Óblast de Volinia            | Vladímir-Volinia        | Maria Volk                  |
| Óblast de Volinia            | Kamen-Kashirsk          | Leonid Korniets             |
| Óblast de Volinia            | Kovel                   | Anna Primachuk              |
| Óblast de Volinia            | Lutsk                   | Iliá Profatilov             |
| Óblast de Vólogda            | Veliki-Ústiug           | Stepan Volokitin            |
| Óblast de Vólogda            | Vólogda                 | Vasili Derbinov             |
| Óblast de Vólogda            | Jarovsk                 | Pável Korepanov             |
| Óblast de Vólogda            | Veliki Ústiug           | Aleksándr Kuzminski         |
| Óblast de Vólogda            | Cherepovéts             | Pável Litvínov              |
| Óblast de Vólogda            | Sokolsk                 | Aleksandra Liushkova        |
| Óblast de Vólogda            | Babayevsk               | Fiódor Mejnetsov            |
| Óblast de Vorónezh           | Rossoshansk             | Alekséi Anpílogov           |
| Óblast de Vorónezh           | Lípetsk                 | Serguéi Batrakov            |
| Óblast de Vorónezh           | Semilutsk               | Konstantín Zhúkov           |
| Óblast de Vorónezh           | Borisoglebskii          | Iván Kuznetsov              |
| Óblast de Vorónezh           | Bogucharsk              | Alekséi Lukashevich         |
| Óblast de Vorónezh           | Novojopyorsk            | Praskovia Lvova             |
| Óblast de Vorónezh           | Vorónezh                | Piótr Osipov                |
| Óblast de Vorónezh           | Ostrog                  | Aleksándr Savvin            |
| Óblast de Vorónezh           | Ánnienski               | Piótr Sapozhkov             |
| Óblast de Vorónezh           | Liskinsk                | Motrona Timosheva           |
| Óblast de Vorónezh           | Vorónezh                | Nikolái Uspenski            |
| Óblast de Vorónezh           | Buturlinovsk            | Tatiana Shapovalova         |
| Óblast de Vorónezh           | Usmansk                 | Mijaíl Shumilov             |
| Óblast de Voroshílovgrado    | Voroshílovgrado         | Anton Gaevói                |
| Óblast de Voroshílovgrado    | Voroshílovgrado         | Kirill Kodenko              |
| Óblast de Voroshílovgrado    | Starobilsk              | Feodosia Perova             |
| Óblast de Voroshílovgrado    | Rovenki                 | Filipp Reshetniak           |
| Óblast de Voroshílovgrado    | Lysychansk              | Román Rudenko               |
| Óblast de Voroshílovgrado    | Kadievsk                | Piótr Siniágovski           |
| RASS de Yakutia              | Yakutsk                 | Iliá Vinokurov              |
| Óblast de Yaroslav           | Yaroslav                | Anna Abramova               |
| Óblast de Yaroslav           | Tutayevsk               | Nikolái Golovin             |
| Óblast de Yaroslav           | Yaroslav                | Liúbov Gunina               |
| Óblast de Yaroslav           | Rostov                  | Nikolái Pashkin             |
| Óblast de Yaroslav           | Scherbakovsk            | Gueorgui Sitnikov           |
| Óblast de Zaporiyia          | Zaporiyia               | Anastás Boborikin           |
| Óblast de Zaporiyia          | Polohi                  | Gueorgui Yenyutin           |
| Óblast de Zaporiyia          | Melitópol               | Iván Polovkov               |
| Óblast de Zaporiyia          | Melitópol               | Saveli Polovkov             |
| Óblast de Zaporiyia          | Zaporiyia               | Markián Popov               |
| Óblast de Zaporiyia          | Osipenkovsk             | Evdokia Postnikova          |
| Óblast de Zakarpatia         | Mukachevsk              | Iván Bash                   |
| Óblast de Zakarpatia         | Kust                    | Iván Kompanets              |
| Óblast de Zakarpatia         | Úzhgorod                | María Fotul                 |
| Óblast de Zhitómir           | Korosten                | Zajar Bogatir               |
| Óblast de Zhitómir           | Zhitómir                | Nikifor Kalchenko           |
| Óblast de Zhitómir           | Zhitómir                | Serguéi Kostiuchenko        |
| Óblast de Zhitómir           | Berdychevsk             | Yevgenia Polishchuk         |
| Óblast de Zhitómir           | Malyn                   | Iván Senin                  |
| Óblast de Zhitómir           | Novograd-Volinski       | Praskovia Chujnó            |
| Circunscripción Militar      |                         | Afanasi Beloborodov         |
| Circunscripción Militar      |                         | Semión Bogdánov             |
| Circunscripción Militar      |                         | Nikolái Gúsev               |
| Circunscripción Militar      |                         | Iván Kiselev                |
| Circunscripción Militar      |                         | Iván Kónev                  |
| Circunscripción Militar      |                         | Víktor Suvírov              |
| Circunscripción Militar      |                         | Vasili Chuikov              |

## Sóviet de las Nacionalidades
| República                          | Distrito                 | Diputado                     |
| ---------------------------------- | ------------------------ | ---------------------------- |
| RASS de Abjasia                    | Kaldajvarsk              | Grigori Ardzinba             |
| RASS de Abjasia                    | Ochamchire               | Maria Gladiya                |
| RASS de Abjasia                    | Gudauta                  | Mijaíl Delba                 |
| RASS de Abjasia                    | Galsk                    | Ivlián Zodelava              |
| RASS de Abjasia                    | Sujumi                   | Stepan Mamulov               |
| RASS de Abjasia                    | Gali                     | Aleksándr Mirtsjulava        |
| RASS de Abjasia                    | Sujumi                   | Gueorgui Tvalchrelidze       |
| RASS de Abjasia                    | Sujumi                   | Mija Tsjayaka                |
| RASS de Abjasia                    | Gulripsh                 | Semión Joshtaria             |
| RASS de Abjasia                    | Gagrinsk                 | Semión Chelidze              |
| RASS de Abjasia                    | Sujumi-Charkviani        | Konstantín Chichinadze       |
| RASS de Abjasia                    | Tkvarcheli               | Andréi Chochua               |
| Óblast Autónomo Adigués            | Maikop                   | Serguéi Guerásimov           |
| Óblast Autónomo Adigués            | Krasnogvardeysk          | Jalid Kade                   |
| Óblast Autónomo Adigués            | Tajtamukái               | Goshsoj Panesh               |
| Óblast Autónomo Adigués            | Maikop                   | Izot Sujorukov               |
| Óblast Autónomo Adigués            | Koshejabl                | Nuj Teuchezh                 |
| RSS de Armenia                     | Akhurin                  | Garegin Abadyán              |
| RSS de Armenia                     | Amasiay                  | Egish Aghajanyán             |
| RSS de Armenia                     | Kotayk                   | Gegam Alekyán                |
| RSS de Armenia                     | Kapán                    | Artem Antonyán               |
| RSS de Armenia                     | Amasia                   | Aramais Arutiunyán           |
| RSS de Armenia                     | Kapán                    | Grant Bagdasaryán            |
| RSS de Armenia                     | Ereván-Mólotov           | Egish Vartanián              |
| RSS de Armenia                     | Ejmiatsin                | Rebeka Garibián              |
| RSS de Armenia                     | Nor-Bayazetsk            | Akop Grigorián               |
| RSS de Armenia                     | Bereyevsk                | Bersabé Grigorián            |
| RSS de Armenia                     | Ijeván                   | Armen Gulakián               |
| RSS de Armenia                     | Ereván-Spandaryan        | Karine Drampián              |
| RSS de Armenia                     | Ajtynsk                  | Ruben Eolián                 |
| RSS de Armenia                     | Martuni                  | Seda Kadimova                |
| RSS de Armenia                     | Goris                    | Enok Kazarián                |
| RSS de Armenia                     | Diliján                  | Serguéi Korjmazián           |
| RSS de Armenia                     | Leninakán                | Evdokia Lijacheva            |
| RSS de Armenia                     | Artashat                 | Senot Margarián              |
| RSS de Armenia                     | Artik                    | Mairam Martirosián           |
| RSS de Armenia                     | Aparán                   | Suren Mikayelián             |
| RSS de Armenia                     | Ereván-Stalinsk          | Anastás Mikoyán              |
| RSS de Armenia                     | Ereván-Kírov             | Stepan Nersesián             |
| RSS de Armenia                     | Alaverdi                 | Isaak Papoyán                |
| RSS de Armenia                     | Stepanaván               | Matsak Papián                |
| RSS de Armenia                     | Mikoyánovsk              | Aram Piruzián                |
| RSS de Armenia                     | Kirovakán                | Koriun Rujikián              |
| RASS de Ayaria                     | Ureisk                   | David Bakradze               |
| RASS de Ayaria                     | Keda                     | Máksim Balavadze             |
| RASS de Ayaria                     | Kobuleti                 | Naziko Gogitidze             |
| RASS de Ayaria                     | Julo                     | Mamia Gogolishvili           |
| RASS de Ayaria                     | Batumi-Frunzensk         | Vagan Grigorián              |
| RASS de Ayaria                     | Shaujevsk                | Daud Davitadze               |
| RASS de Ayaria                     | Batumi-Beria             | Grigori Kiknadze             |
| RASS de Ayaria                     | Jelvachauri              | Nikolái Kipshidze            |
| RASS de Ayaria                     | Batumi-Shaumián          | Iósif Kochlamazashvili       |
| RASS de Ayaria                     | Chakvinsk                | Husein Tsulukidze            |
| RASS de Ayaria                     | Batumi-Primorie          | Rostom Shaduri               |
| RSS de Azerbaiyán                  | Stepanakert              | Yusif Abduláyev              |
| RSS de Azerbaiyán                  | Najicheván               | Majmud Abilov                |
| RSS de Azerbaiyán                  | Bakú-Shahumián           | Gyul Bala Aliyev             |
| RSS de Azerbaiyán                  | Lachín                   | Musa Aliyev                  |
| RSS de Azerbaiyán                  | Kirovabad                | Rustam Aliyev                |
| RSS de Azerbaiyán                  | Shamjor                  | Rza Ali Aslanov              |
| RSS de Azerbaiyán                  | Bakú-Lenin               | Chimnaz Aslanova             |
| RSS de Azerbaiyán                  | Shamaji                  | Aga Ajmedov                  |
| RSS de Azerbaiyán                  | Bakú-Oktiabrsk           | Pista Ayubova                |
| RSS de Azerbaiyán                  | Kasum-Ismaílovsk         | Basti Bagirova               |
| RSS de Azerbaiyán                  | Quba                     | Samed Vekilov                |
| RSS de Azerbaiyán                  | Lankaran                 | Gasan Gasanov                |
| RSS de Azerbaiyán                  | Sabirabad                | Nazar Geidarov               |
| RSS de Azerbaiyán                  | Kazajsk                  | Mail Yafarov                 |
| RSS de Azerbaiyán                  | Nuja-Uyezd               | Mirza Ibragimov              |
| RSS de Azerbaiyán                  | Yevlax                   | Islam Islamzade              |
| RSS de Azerbaiyán                  | Bakú-Voroshílovsk        | Aleksándr Karasev            |
| RSS de Azerbaiyán                  | Agdam                    | Ali Kerimov                  |
| RSS de Azerbaiyán                  | Bakú-Dzherzhinski        | Yákov Kirsánov               |
| RSS de Azerbaiyán                  | Saliansk                 | Yamaleddin Magomáyev         |
| RSS de Azerbaiyán                  | Goychay                  | Gazanfar Mamedov             |
| RSS de Azerbaiyán                  | Xachmaz                  | Mir Asadulla Mirkasimov      |
| RSS de Azerbaiyán                  | Zakatalsk                | Mina Nazirova                |
| RSS de Azerbaiyán                  | Masallinsk               | Majmud Ragimov               |
| RSS de Azerbaiyán                  | Bakú-Yaparidevsk         | Mir Teymur Yakubov           |
| RASS de Baskiria                   | Ufimsk                   | Tijón Alejin                 |
| RASS de Baskiria                   | Duvansk                  | Vera Ashijmina               |
| RASS de Baskiria                   | Borsk                    | Musa Gareyev                 |
| RASS de Baskiria                   | Beloretsk                | Fayzrajman Zagafuranov       |
| RASS de Baskiria                   | Sterlimatski             | Vasili Krupenia              |
| RASS de Baskiria                   | Ufimsk                   | Jalima Kubanaiéva            |
| RASS de Baskiria                   | Tymazinsk                | Ajmadisha Kutlushin          |
| RASS de Baskiria                   | Belebéievsk              | Konstantín Lenchevski        |
| RASS de Baskiria                   | Meleuzovsk               | Nikanor Naumkin              |
| RASS de Baskiria                   | Yanaulsk                 | Nasir Urazbayev              |
| RASS de Baskiria                   | Chérnikov                | Mijaíl Ferin                 |
| RSS de Bielorrusia                 | Mózyr                    | Piótr Abrasimov              |
| RSS de Bielorrusia                 | Rahachow                 | Nikolái Avjimóvich           |
| RSS de Bielorrusia                 | Slutski                  | Víktor Bogdánovich           |
| RSS de Bielorrusia                 | Pastavy                  | Timoféi Gorbunov             |
| RSS de Bielorrusia                 | Vítebsk                  | Afanasi Dedov                |
| RSS de Bielorrusia                 | Minsk                    | Konstantín Dlugashevski      |
| RSS de Bielorrusia                 | Klimavichy               | Yákov Zhilyanin              |
| RSS de Bielorrusia                 | Maladzyechna             | Mijaíl Zimyanin              |
| RSS de Bielorrusia                 | Moguilov                 | Serafima Kovaleva            |
| RSS de Bielorrusia                 | Slutsk                   | Aleksándr Kozel              |
| RSS de Bielorrusia                 | Gluboksk                 | Samuíl Kostyuk               |
| RSS de Bielorrusia                 | Orsha                    | Vladímir Kudriayev           |
| RSS de Bielorrusia                 | Navahrudak               | Anna Kumets                  |
| RSS de Bielorrusia                 | Haretsk                  | Vasili Leonov                |
| RSS de Bielorrusia                 | Mózyr                    | Vladímir Lobanok             |
| RSS de Bielorrusia                 | Borisovsk                | Nikita Parashchenko          |
| RSS de Bielorrusia                 | Gómel                    | Olga Preska                  |
| RSS de Bielorrusia                 | Lida                     | Anna Poleshchuk              |
| RSS de Bielorrusia                 | Minsk                    | Yanina Pribitkova            |
| RSS de Bielorrusia                 | Grodno                   | Serguéi Pritytski            |
| RSS de Bielorrusia                 | Pastavy                  | Platón Saiévich              |
| RSS de Bielorrusia                 | Brest                    | Fiódor Siliáyev              |
| RSS de Bielorrusia                 | Pinsk                    | Boris Telpuk                 |
| RSS de Bielorrusia                 | Kobrynsk                 | Aleksandra Fedosyuk          |
| RSS de Bielorrusia                 | Bobruisk                 | Pável Jursan                 |
| RSS de Bielorrusia                 | Baránavichi              | Vladímir Tsariuk             |
| RSS de Bielorrusia                 | Pólotsk                  | Stepan Shupenya              |
| RASS Buriato-Mongola               | Bichursk                 | Dorzhi Garmayev              |
| RASS Buriato-Mongola               | Dzhidinsk                | Togochi Danzanov             |
| RASS Buriato-Mongola               | Ulán-Udé                 | Evgeni Kurochkin             |
| RASS Buriato-Mongola               | Barguzin                 | Budazhap Lobsanov            |
| RASS Buriato-Mongola               | Tarbagatáisk             | Pável Metliáyev              |
| RASS Buriato-Mongola               | Kyajtinsk                | Jotsa Namsarayev             |
| RASS Buriato-Mongola               | Tunkinsk                 | Tsirenzhap Sampilov          |
| RASS Buriato-Mongola               | Ulán-Udé                 | Tatiana Semiónova            |
| RASS Buriato-Mongola               | Kabansk                  | Trofim Sichev                |
| RASS Buriato-Mongola               | Yeravninsk               | Gunsin Tsidenova             |
| RASS Buriato-Mongola               | Ulán-Udé                 | Dmitri Yagodin               |
| RSS Carelo-Finesa                  | Priazha                  | Anna Aleksándrov             |
| RSS Carelo-Finesa                  | Púdozh                   | Yuri Andrópov                |
| RSS Carelo-Finesa                  | Olónets                  | Piótr Antípov                |
| RSS Carelo-Finesa                  | Belomorsk                | Yákov Balagurov              |
| RSS Carelo-Finesa                  | Zaritsk                  | Elena Vasilieva              |
| RSS Carelo-Finesa                  | Kondopoga                | Piótr Gorbachov              |
| RSS Carelo-Finesa                  | Medvezhegorsk            | Alekséi Gotchiev             |
| RSS Carelo-Finesa                  | Rugozero                 | Daria Karpova                |
| RSS Carelo-Finesa                  | Zaonezhie                | Maria Kirillova              |
| RSS Carelo-Finesa                  | Zheleznodorozhny         | Alekséi Kovalev              |
| RSS Carelo-Finesa                  | Seguezha                 | Ekaterina Kudriavtseva       |
| RSS Carelo-Finesa                  | Kurkieki                 | Otto Kuusinen                |
| RSS Carelo-Finesa                  | Prionezhski              | Anna Levoiéva                |
| RSS Carelo-Finesa                  | Sortavala                | Anna Loginova                |
| RSS Carelo-Finesa                  | Kem                      | Nikolái Nemchinov            |
| RSS Carelo-Finesa                  | Suoyarvi                 | Aleksándr Osipov             |
| RSS Carelo-Finesa                  | Pítkiaranta              | Pável Prokkonen              |
| RSS Carelo-Finesa                  | Kemsk                    | Iván Sallinen                |
| RSS Carelo-Finesa                  | Oktiabrski               | Aleksándr Sosnin             |
| RSS Carelo-Finesa                  | Serguezha                | Iván Stankov                 |
| RSS Carelo-Finesa                  | Sortavala                | Iósif Siukianen              |
| RSS Carelo-Finesa                  | Louji                    | Adolf Taimi                  |
| RSS Carelo-Finesa                  | Belomorsk                | Mijaíl Titov                 |
| RSS Carelo-Finesa                  | Pervomaiski              | Vladímir Tijomírov           |
| RSS Carelo-Finesa                  | Kondopoga                | Víktor Juusari               |
| Óblast Autónomo Cherkeso           | Cherkesia                | Valentín Buldyguin           |
| Óblast Autónomo Cherkeso           | Kuva                     | Mujab Gedegulov              |
| Óblast Autónomo Cherkeso           | Ikon-Jalksk              | Aleksándr Gritsenko          |
| Óblast Autónomo Cherkeso           | Cherkesia                | Vasili Iyevlev               |
| Óblast Autónomo Cherkeso           | Jabezsk                  | Talib Shurdumov              |
| RASS de Chuvasia                   | Cheboksary               | Illarión Afanásiev           |
| RASS de Chuvasia                   | Kanashsk                 | Aleksándr Gorkin             |
| RASS de Chuvasia                   | Urmarsk                  | Vera Yefimova                |
| RASS de Chuvasia                   | Grazhdansk               | Maria Ivanova                |
| RASS de Chuvasia                   | Chkalovsk                | Vasili Záitsev               |
| RASS de Chuvasia                   | Cheboksary               | Anna Kugusheva               |
| RASS de Chuvasia                   | Vurnarsk                 | Grigori Martínov             |
| RASS de Chuvasia                   | Ibresinsk                | Pelagia Kupriánova           |
| RASS de Chuvasia                   | Yadrinsk                 | Yákov Pávlov                 |
| RASS de Chuvasia                   | Cheboksary               | Vasili Pastujov              |
| RASS de Chuvasia                   | Alatirsk                 | Nikolái Sadovnikov           |
| RASS de Daguestán                  | Jasaviurtovsk            | Gadzhi Kasum Aliyev          |
| RASS de Daguestán                  | Derbent                  | Liúbov Astafiéva             |
| RASS de Daguestán                  | Majachkalá               | Abdulgamid Batirmurzayev     |
| RASS de Daguestán                  | Majachkalá               | Aleksándr Guguchia           |
| RASS de Daguestán                  | Ajtinsk                  | Zarbafa Dzhafarova           |
| RASS de Daguestán                  | Andalalsk                | Magomed Isayev               |
| RASS de Daguestán                  | Sergokalinsk             | Bagomed Karachev             |
| RASS de Daguestán                  | Bujnakski                | Muminat Kurbanova            |
| RASS de Daguestán                  | Botlijsk                 | Aishat Magomedova            |
| RASS de Daguestán                  | Junzhajsk                | Magomed Medzhidov            |
| RASS de Daguestán                  | Laksk                    | Gasan Umarov                 |
| RASS de Daguestán                  | Junzajsk                 | Gamzat Tsadasa               |
| RSS de Estonia                     | Yygevashski              | Osvald Ansip                 |
| RSS de Estonia                     | Mustvee                  | Elfrida Borotkina            |
| RSS de Estonia                     | Viljandi                 | Maria Vaheoya                |
| RSS de Estonia                     | Harjuski                 | Leonhard Ilison              |
| RSS de Estonia                     | Võru                     | Karl Iisak                   |
| RSS de Estonia                     | Pärnu                    | Aleksander Kallaste          |
| RSS de Estonia                     | Viljandi                 | Iván Kebin                   |
| RSS de Estonia                     | Tallin-Nimes             | August Krundel               |
| RSS de Estonia                     | Tallin-Meri              | Tamara Laaz                  |
| RSS de Estonia                     | Harjuski                 | Olga Lauristin               |
| RSS de Estonia                     | Tartu                    | Valdar Leede                 |
| RSS de Estonia                     | Tartu                    | Johann Lombak                |
| RSS de Estonia                     | Ravkere                  | Richard Mahl                 |
| RSS de Estonia                     | Paide                    | Valentín Moskalenko          |
| RSS de Estonia                     | Ravkere                  | Vallo Nimmik                 |
| RSS de Estonia                     | Kiviõli                  | Georg Odar                   |
| RSS de Estonia                     | Pärnu                    | Voldemar Oya                 |
| RSS de Estonia                     | Saaremaa                 | Paul Pallas                  |
| RSS de Estonia                     | Tallin-Kesklinn          | Robert Peilberg              |
| RSS de Estonia                     | Tallin-Kalinin           | Katya Proos                  |
| RSS de Estonia                     | Võru                     | Eduard Pyall                 |
| RSS de Estonia                     | Narva                    | Maria Tajtárova              |
| RSS de Estonia                     | Tartu                    | Juliana Telman               |
| RSS de Estonia                     | Haapsalu                 | Boriss Tolbast               |
| RSS de Estonia                     | Valga                    | Johannes Uuemeys             |
| RSS de Estonia                     | Ljanesk                  | August Jakobson              |
| RSS de Georgia                     | Zestaponi                | Gueorgui Alavidze            |
| RSS de Georgia                     | Batumi                   | Kirill Bechvaia              |
| RSS de Georgia                     | Jashuri                  | Vasili Budzhiashvili         |
| RSS de Georgia                     | Chiatursk                | Kalenik Gavtadze             |
| RSS de Georgia                     | Tiflis                   | Gueorgui Gochashvili         |
| RSS de Georgia                     | Samtredia                | Vladímir Dzhandzhgava        |
| RSS de Georgia                     | Ajaltsije                | Makar Dzhashi                |
| RSS de Georgia                     | Ajalkalaki               | Serguéi Ishjánov             |
| RSS de Georgia                     | Gurdzhaanskomu           | Grigori Karanadze            |
| RSS de Georgia                     | Stalinirsk               | Zajari Ketsjoveli            |
| RSS de Georgia                     | Poti                     | Grigori Kokaya               |
| RSS de Georgia                     | Tiflis-Lenin             | Shalva Kojreidze             |
| RSS de Georgia                     | Gori                     | Sofia Maridashvili           |
| RSS de Georgia                     | Tiflis-Ordzhonikidze     | Tamara Matiashvili           |
| RSS de Georgia                     | Sujumi                   | Akaki Mgeladze               |
| RSS de Georgia                     | Kutaisi                  | Grigori Narsia               |
| RSS de Georgia                     | Signajsk                 | Anna Pirosmanashvili         |
| RSS de Georgia                     | Ambrolauri               | Shalva Purtsjvanidze         |
| RSS de Georgia                     | Zugdidi                  | Ksenia Sarsania              |
| RSS de Georgia                     | Chojatauri               | Vasili Sijarulidze           |
| RSS de Georgia                     | Gegechkorsk              | Akaki Jorava                 |
| RSS de Georgia                     | Telavski                 | Mijaíl Chiaureli             |
| RSS de Georgia                     | Tiflis-Stalinsk          | David Chichinadze            |
| RSS de Georgia                     | Tiflis                   | Zajari Chjubianishvili       |
| RSS de Georgia                     | Sujumi urbano            | Piótr Shariya                |
| Óblast Autónomo de Gorno-Altái     | Gorno-Altaisk            | Stepanida Grib               |
| Óblast Autónomo de Gorno-Altái     | Shebalinsk               | Igor Skulkov                 |
| Óblast Autónomo de Gorno-Altái     | Ust-Kansk                | Syunyush Tutkushev           |
| Óblast Autónomo de Gorno-Altái     | Ongudaysk                | Iván Tujtubáiev              |
| Óblast Autónomo de Gorno-Altái     | Turochaksk               | Elena Tiujteneva             |
| Óblast Autónomo de Gorno-Badajshán | Khorugh                  | Moishugnon Asadbekova        |
| Óblast Autónomo de Gorno-Badajshán | Vanj                     | Kobilem Baratova             |
| Óblast Autónomo de Gorno-Badajshán | Murghob                  | Nazarsho Dodjúdoyev          |
| Óblast Autónomo de Gorno-Badajshán | Rushani                  | Dzhifon Mulkamonov           |
| Óblast Autónomo de Gorno-Badajshán | Ishkashimsk              | Atomamad Panoyev             |
| Óblast Autónomo Hebreo             | Obluchensk               | Iliá Bobyl                   |
| Óblast Autónomo Hebreo             | Obluchensk               | Serguéi Goglidze             |
| Óblast Autónomo Hebreo             | Birobidzhán              | Rozalia Goldenberg           |
| Óblast Autónomo Hebreo             | Leninsk-Stalinsk         | Gueorgui Konstantínov        |
| Óblast Autónomo Hebreo             | Smidovichsk              | Pável Símonov                |
| Óblast Autónomo Jakasio            | Shirinsk                 | Serguéi Goncharenko          |
| Óblast Autónomo Jakasio            | Ust-Abakán               | Vlas Kolpakov                |
| Óblast Autónomo Jakasio            | Abakán                   | Iván Pýriev                  |
| Óblast Autónomo Jakasio            | Chernogorsk              | Piótr Timoféiev              |
| Óblast Autónomo Jakasio            | Askizsk                  | Dmitri Shkitski              |
| RASS de Kabardia                   | Urvansk                  | Liuna Vorokov                |
| RASS de Kabardia                   | Oktyabrsk                | Vera Vrubel                  |
| RASS de Kabardia                   | Nagorni                  | Shagir Kardanov              |
| RASS de Kabardia                   | Stalinsk                 | Abdulla Gabitov              |
| RASS de Kabardia                   | Primalkinsk              | Kamsir Gutova                |
| RASS de Kabardia                   | Projladnensk             | Iván Zadoyenko               |
| RASS de Kabardia                   | Tersk                    | Izraíl Kazmajov              |
| RASS de Kabardia                   | Baksansk                 | Kambulat Kerefov             |
| RASS de Kabardia                   | Maiski                   | Timbora Malbájov             |
| RASS de Kabardia                   | Elbrusski                | Liveri Mirónov               |
| RASS de Kabardia                   | Nalchitsk                | Muhamed Shekijachev          |
| RASS de Karakalpakia               | Kegeyli                  | Mateke Dzhumanazarov         |
| RASS de Karakalpakia               | Turtkul                  | Nauruz Zhapakov              |
| RASS de Karakalpakia               | Turtkul                  | Dzhunus Ibragimov            |
| RASS de Karakalpakia               | Nukus                    | Uringul Kidirbayeva          |
| RASS de Karakalpakia               | Chimbay                  | Begzada Kojelepesovaya       |
| RASS de Karakalpakia               | Shabbazhsk               | Nasir Majmudov               |
| RASS de Karakalpakia               | Kúibishevsk              | Sirodzh Nurutdinov           |
| RASS de Karakalpakia               | Kungrado                 | Kasim Rajímov                |
| RASS de Karakalpakia               | Jodzhéili                | Pirzhan Seitov               |
| RASS de Karakalpakia               | Muynak                   | Zhumagul Trumbetova          |
| RASS de Karakalpakia               | Tajta-Kupyr              | Urazmet Jalmuratov           |
| RSS de Kazajistán                  | Dzhambul's'kyi           | Galina Adamenko              |
| RSS de Kazajistán                  | Semipalátinsk            | Náilya Bazanova              |
| RSS de Kazajistán                  | Mólotovsk                | Talgat Begeldinov            |
| RSS de Kazajistán                  | Ayagoz                   | Abil Beisembayev             |
| RSS de Kazajistán                  | Petropavlivka            | Alekséi Byzov                |
| RSS de Kazajistán                  | Kokshetau                | Malik Gabdullin              |
| RSS de Kazajistán                  | Pavlodar                 | Anna Geyko                   |
| RSS de Kazajistán                  | Alma-Ata                 | Iván Dolgij                  |
| RSS de Kazajistán                  | Gurievski                | Balganim Dospayeva           |
| RSS de Kazajistán                  | Shymkent                 | Baybek Yermekov              |
| RSS de Kazajistán                  | Amangeldi                | Salgabái Zhanbayev           |
| RSS de Kazajistán                  | Kizil-Ordinsk            | Sarsenkul Zhiubonazarova     |
| RSS de Kazajistán                  | Petropavlovskii          | Aleksándr Zagoveliev         |
| RSS de Kazajistán                  | Taldi-Kurgán             | Mujtar Kaptagayev            |
| RSS de Kazajistán                  | Zaysan                   | Gabdulla Karzhaubayev        |
| RSS de Kazajistán                  | Ust-Kamenogorsk          | Sibugatulla Karinbayev       |
| RSS de Kazajistán                  | Kostanái                 | Kalibek Kuanishpayev         |
| RSS de Kazajistán                  | Aktobé                   | Uteu Kudaibergenov           |
| RSS de Kazajistán                  | Akmola                   | Asma Kurmasheva              |
| RSS de Kazajistán                  | Chimkent                 | Ilyas Omarov                 |
| RSS de Kazajistán                  | Alma-Ata                 | Piótr Rezchik                |
| RSS de Kazajistán                  | Karagandá                | Zulija Sabitova              |
| RSS de Kazajistán                  | Ural                     | Minaydar Salin               |
| RSS de Kazajistán                  | Karagandá                | Kanish Satpayev              |
| RSS de Kazajistán                  | Turquestán               | Zhumabái Shayajmetov         |
| RSS de Kirguistán                  | Talas                    | Isa Ajunbayev                |
| RSS de Kirguistán                  | Kalinin                  | Potap Babenko                |
| RSS de Kirguistán                  | Naukatsk                 | Ismaíl Bektemirov            |
| RSS de Kirguistán                  | Frunze-Pervomaisk        | Anna Vólkova                 |
| RSS de Kirguistán                  | Przevalski               | Nikolái Volodin              |
| RSS de Kirguistán                  | Toktogul                 | Kadirali Dzhanaliyev         |
| RSS de Kirguistán                  | Bazar-Korgon             | Kazi Dikambayev              |
| RSS de Kirguistán                  | Osh                      | Olimpi Dudinov               |
| RSS de Kirguistán                  | Leilek                   | Abdulmadzhin Imanaliyev      |
| RSS de Kirguistán                  | Balikchi                 | Shadikan Imanaliyev          |
| RSS de Kirguistán                  | Stalin                   | Surakan Kaynozarova          |
| RSS de Kirguistán                  | Osh                      | Kadyrkul Kachkiyev           |
| RSS de Kirguistán                  | Ysyk-Kol                 | Kali Kudáiberdiyeva          |
| RSS de Kirguistán                  | Uzgen                    | Turabái Kulatov              |
| RSS de Kirguistán                  | Kann                     | Bolot Mambetov               |
| RSS de Kirguistán                  | Karavanski               | Fatima Nurgaziyeva           |
| RSS de Kirguistán                  | Jalal-Abad               | Kerimberdi Sarikov           |
| RSS de Kirguistán                  | Kyzyl-Asker              | Feodosia Strelnikova         |
| RSS de Kirguistán                  | Mólotov                  | Bakir Suranov                |
| RSS de Kirguistán                  | Norin                    | Kumush Suranovo              |
| RSS de Kirguistán                  | Kochkor                  | Dzhamankul Toigombayev       |
| RSS de Kirguistán                  | Chuy                     | Kulipa Toktomanbetovaya      |
| RSS de Kirguistán                  | Frunze-Pervomainsk       | Dosali Turatbekov            |
| RSS de Kirguistán                  | Kalinin                  | Tilen Turgumbayeva           |
| RSS de Kirguistán                  | Frunze-Proletarsk        | Maria Chizhikova             |
| RSS de Kirguistán                  | Kírovsk                  | Dosu Shabayev                |
| RASS de Komi                       | Zheleznodorozhny         | Grigori Arteyev              |
| RASS de Komi                       | Izhemsk                  | Olga Vokuiéva                |
| RASS de Komi                       | Siktivdinsk              | Anna Yelkina                 |
| RASS de Komi                       | Kozhva                   | Tamara Yershova              |
| RASS de Komi                       | Ujtinsk                  | Ignat Karasev                |
| RASS de Komi                       | Vorkutá                  | Mijaíl Kuzmín                |
| RASS de Komi                       | Sisolsk                  | Anton Lapshin                |
| RASS de Komi                       | Siktivkar                | Liudmila Latkina             |
| RASS de Komi                       | Ust-Vymsky               | Dmitri Mirtiushev            |
| RASS de Komi                       | Ust-Kulomsk              | Aleksandra Chuviúrova        |
| RASS de Komi                       | Priluzhsk                | Vasili Shishonkov            |
| RSS de Letonia                     | Ludza                    | Anatoli Bondarenko           |
| RSS de Letonia                     | Ilūkstes                 | Feliks Veselis               |
| RSS de Letonia                     | Madona                   | Voldemar Damberg             |
| RSS de Letonia                     | Zadvinsk                 | Arnold Deglavs               |
| RSS de Letonia                     | Abrene                   | Fritsis Deglavs              |
| RSS de Letonia                     | Bauska                   | Albert Dunts                 |
| RSS de Letonia                     | Stalinsk                 | Iliá Ehrenburg               |
| RSS de Letonia                     | Jelgava                  | Iván Zaikin                  |
| RSS de Letonia                     | Proletarian              | Veronika Zarin               |
| RSS de Letonia                     | Kuldīga                  | Mirdza Zviedris              |
| RSS de Letonia                     | Riga                     | Marta Zimen                  |
| RSS de Letonia                     | Maskavas                 | Karl Kavalers                |
| RSS de Letonia                     | Cēsis                    | Augusts Kirhenšteins         |
| RSS de Letonia                     | Daugavpils               | Anton Kruklis                |
| RSS de Letonia                     | Krāslava                 | Vilis Krūmiņš                |
| RSS de Letonia                     | Kírovsk                  | Vilis Lācis                  |
| RSS de Letonia                     | Talsi                    | Paulis Lejiņš                |
| RSS de Letonia                     | Valmiera                 | Kārlis Ozoliņš               |
| RSS de Letonia                     | Tukums                   | Elfrīda Pakule               |
| RSS de Letonia                     | Ventspils                | Ieva Paldiņa                 |
| RSS de Letonia                     | Rēzekne                  | Arvīds Pelše                 |
| RSS de Letonia                     | Jekabpils                | Pēteris Plēsums              |
| RSS de Letonia                     | Viļāni                   | Liudmila Sorokina            |
| RSS de Letonia                     | Liepāja                  | Fiódor Titov                 |
| RSS de Letonia                     | Valka                    | Jānis Jurgens                |
| RSS de Lituania                    | Marijampolė              | Jonas Apolskis               |
| RSS de Lituania                    | Panevėžys                | Ona Baltušnikene             |
| RSS de Lituania                    | Tauragė                  | Boleslovas Baranauskas       |
| RSS de Lituania                    | Kėdainiai                | Jonas Bulavas                |
| RSS de Lituania                    | Kaunas                   | Petras Vaičiūnas             |
| RSS de Lituania                    | Alytus                   | Antanas Venclova             |
| RSS de Lituania                    | Raseiniai                | Stasis Volskis               |
| RSS de Lituania                    | Šiauliai                 | Maria Garbenene              |
| RSS de Lituania                    | Kaunas                   | Iván Zhiburkus               |
| RSS de Lituania                    | Šiauliai                 | Aloizas Kazakevičius         |
| RSS de Lituania                    | Švenčionys               | Piótr Kapralov               |
| RSS de Lituania                    | Vilna                    | Petras Karekas               |
| RSS de Lituania                    | Utena                    | Kazimieras Liaudis           |
| RSS de Lituania                    | Mažeikiai                | Juozas Matulis               |
| RSS de Lituania                    | Panevėžys                | Eduardas Ozarskis            |
| RSS de Lituania                    | Vilna                    | Vasili Pisarev               |
| RSS de Lituania                    | Rokiškis                 | Kazizas Preykšas             |
| RSS de Lituania                    | Biržai                   | Ona Rakitskene               |
| RSS de Lituania                    | Klaipėda                 | Anelė Ramanauskaitė          |
| RSS de Lituania                    | Vilna                    | Juozas Siparis               |
| RSS de Lituania                    | Telšiai                  | Danutė Stanelienė            |
| RSS de Lituania                    | Panevėžys                | Aleksandra Sukauskė          |
| RSS de Lituania                    | Zarasai                  | Aleksandras Trofimovas       |
| RSS de Lituania                    | Trakai                   | Danilo Shupikov              |
| RSS de Lituania                    | Ukmergė                  | Jonas Jurkūnas               |
| RSS de Lituania                    | Vilkaviškis              | Tatjana Jančaitytė           |
| RASS de Mari                       | Volzhski                 | Olga Vasílieva               |
| RASS de Mari                       | Zvenigovsk               | Serguéi Godunov              |
| RASS de Mari                       | Yurinsk                  | Iliá Goriáchev               |
| RASS de Mari                       | Gorno-Mari               | Fiódor Kozikov               |
| RASS de Mari                       | Mari-Tureksk             | Timoféi Lezhnin              |
| RASS de Mari                       | Orsha                    | Roman Mamayev                |
| RASS de Mari                       | Semiónvosk               | Iván Pasinkov                |
| RASS de Mari                       | Sernursk                 | Serguéi Reshetnikov          |
| RASS de Mari                       | Morkinsk                 | Olga Romanova                |
| RASS de Mari                       | Yurinsk                  | Alekséi Spiridonov           |
| RASS de Mari                       | Yoshkar-Olá              | Maria Sherstneva             |
| RASS de Mari                       | Kuzhenersk               | Piótr Yakimov                |
| RSS de Moldavia                    | Bender                   | Sava Boltenko                |
| RSS de Moldavia                    | Ocniţa                   | Iván Bondar                  |
| RSS de Moldavia                    | Soroca                   | Efim Bryuma                  |
| RSS de Moldavia                    | Comrat                   | Emilian Bukov                |
| RSS de Moldavia                    | Strășeni                 | Dmitri Verdish               |
| RSS de Moldavia                    | Cornești                 | Kuzma Vetchinkin             |
| RSS de Moldavia                    | Chisináu                 | Natalia Gheorghiu            |
| RSS de Moldavia                    | Edineț                   | Vasili Damaskin              |
| RSS de Moldavia                    | Florești                 | Alexandru Diordiță           |
| RSS de Moldavia                    | Nisporeni                | Dmitri Zhardan               |
| RSS de Moldavia                    | Bălți                    | Fiódor Zhurzhiu              |
| RSS de Moldavia                    | Telenești                | Anna Kaluger                 |
| RSS de Moldavia                    | Orgeyevsky               | Nicolae Coval                |
| RSS de Moldavia                    | Dubossarsk               | Fiódor Mijaílov              |
| RSS de Moldavia                    | Căușeni                  | Piótr Poloz                  |
| RSS de Moldavia                    | Kishinevsk               | Nikolái Poyán                |
| RSS de Moldavia                    | Rîbnița                  | Irina Pustyka                |
| RSS de Moldavia                    | Cahul                    | Gueorgui Rozhko              |
| RSS de Moldavia                    | Drochia                  | Gerasim Rud                  |
| RSS de Moldavia                    | Tiráspol                 | Máksim Tanasevski            |
| RSS de Moldavia                    | Fălești                  | Petru Ungureanu              |
| RSS de Moldavia                    | Rezina                   | Maria Frunze                 |
| RSS de Moldavia                    | Lipcani                  | Iván Cheban                  |
| RSS de Moldavia                    | Kotovsk                  | Tamara Cheban                |
| RSS de Moldavia                    | Taraclia                 | Fiódor Chibotar              |
| RASS de Mordovia                   | Saransk                  | Anatoli Bazekin              |
| RASS de Mordovia                   | Rybkinskii               | Piótr Brindin                |
| RASS de Mordovia                   | Bolshe-Bereznikovsk      | Zinaida Volgina              |
| RASS de Mordovia                   | Atiashevsk               | Aleksándr Zakurdáiev         |
| RASS de Mordovia                   | Ruzayevsk                | Serguéi Iliushin             |
| RASS de Mordovia                   | Kovilkinsk               | Alekséi Kelmiashkin          |
| RASS de Mordovia                   | Saransk                  | Grigori Merkushkin           |
| RASS de Mordovia                   | Ardatovsk                | Iván Osipov                  |
| RASS de Mordovia                   | Krasnoslobodsk           | Maria Samsonkina             |
| RASS de Mordovia                   | Temnikovsk               | Mijaíl Seliútin              |
| RASS de Mordovia                   | Krasnoslobodsk           | Alekséi Taraskin             |
| RASS de Mordovia                   | Torbeyevsk               | Elizaveta Shulimova          |
| RASS de Najicheván                 | Shahbuz                  | Ilias Abdulláyev             |
| RASS de Najicheván                 | Yengidzhinski            | Bajar Agalarova              |
| RASS de Najicheván                 | Qivraq                   | Aziz Aliyev                  |
| RASS de Najicheván                 | Najicheván               | Aga Salim Atakishiev         |
| RASS de Najicheván                 | Najicheván               | Rubaba Ajúndovaya            |
| RASS de Najicheván                 | Abragunis                | Balamet Balametov            |
| RASS de Najicheván                 | Julfa                    | Ali Dzhafarov                |
| RASS de Najicheván                 | Tezekend                 | Sultan Kafarzade             |
| RASS de Najicheván                 | Dzhagrinsk               | Dzhebrail Mamedov            |
| RASS de Najicheván                 | Engidzhinsk              | Sabit Orudzhev               |
| RASS de Najicheván                 | Norashensk               | Yusif Yusifov                |
| RASS de Najicheván                 | Ordubad                  | Firuza Yusifova              |
| Óblast Autónomo de Nagorno-Karabaj | Shushinsk                | Setrak Abramov               |
| Óblast Autónomo de Nagorno-Karabaj | Martuni                  | Firuza Avakián               |
| Óblast Autónomo de Nagorno-Karabaj | Hadrut                   | Dzhavad Avanesián            |
| Óblast Autónomo de Nagorno-Karabaj | Hadrut                   | Arshavir Agababov            |
| Óblast Autónomo de Nagorno-Karabaj | Stepanakert              | Egishe Akopov                |
| Óblast Autónomo de Nagorno-Karabaj | Martakert                | Amo Amirjanián               |
| RASS de Osetia del Norte           | Kostá-Jetagúrovsk        | Alekséi Abaiév               |
| RASS de Osetia del Norte           | Mozdotsk                 | Iván Bocharov                |
| RASS de Osetia del Norte           | Alagirsk                 | Alekséi Gazzayev             |
| RASS de Osetia del Norte           | Digorsk                  | Iván Gapbáyev                |
| RASS de Osetia del Norte           | Zaterechni               | Iván Guchmazov               |
| RASS de Osetia del Norte           | Leninsk                  | Konstantín Dzokaiev          |
| RASS de Osetia del Norte           | Pravoberezhni            | Mijaíl Kalininski            |
| RASS de Osetia del Norte           | Arjonsk                  | Maria Kulumbekova            |
| RASS de Osetia del Norte           | Irafsk                   | Moiséi Mamiev                |
| RASS de Osetia del Norte           | Kírovsk                  | Klavdia Merdenova            |
| RASS de Osetia del Norte           | Promishlenni             | Vasili Churkin               |
| Óblast Autónomo de Osetia del Sur  | Znaur                    | Iván Batsek                  |
| Óblast Autónomo de Osetia del Sur  | Staliniri                | Akaki Imnadze                |
| Óblast Autónomo de Osetia del Sur  | Java                     | Iliá Kulujov                 |
| Óblast Autónomo de Osetia del Sur  | Znaur                    | Víktor Kuprade               |
| Óblast Autónomo de Osetia del Sur  | Staliniri                | Tamara Sanakoyeva            |
| Óblast Autónomo de Osetia del Sur  | Leningor                 | Maria Tejova                 |
| RSFS de Rusia                      | Kursk                    | Taisia Arjipova              |
| RSFS de Rusia                      | Gorkovsk                 | Nikolái Blojín               |
| RSFS de Rusia                      | Moscú                    | Nikolái Bulganin             |
| RSFS de Rusia                      | Vorónezh                 | Aleksándr Vasilevski         |
| RSFS de Rusia                      | Gorkovski                | Mijaíl Vladímirski           |
| RSFS de Rusia                      | Rostov                   | Borís Grékov                 |
| RSFS de Rusia                      | Novosibirsk              | Andréi Yeriómenko            |
| RSFS de Rusia                      | Kalininsk                | Iván Kairov                  |
| RSFS de Rusia                      | Ivánov                   | Alekséi Kosyguin             |
| RSFS de Rusia                      | Stalingrado              | Vasili Kuznetsov             |
| RSFS de Rusia                      | Severni                  | Aleksándr Kuznetsov          |
| RSFS de Rusia                      | Leningradsky             | Aleksándr Luchínskiy         |
| RSFS de Rusia                      | Lejano Oriente           | Rodión Malinovski            |
| RSFS de Rusia                      | Leningradsky             | Maria Materikova             |
| RSFS de Rusia                      | Stávropol                | Nikolái Mijaílov             |
| RSFS de Rusia                      | Kazán                    | Artiom Mikoyán               |
| RSFS de Rusia                      | Irkutsk                  | Mark Mitin                   |
| RSFS de Rusia                      | Cheliábinsk              | Boris Muzrukov               |
| RSFS de Rusia                      | Krasnodar                | Piótr Pavlenko               |
| RSFS de Rusia                      | Smolensk                 | Konstantín Símonov           |
| RSFS de Rusia                      | Krasnodar                | Víktor Súslov                |
| RSFS de Rusia                      | Ufimsk                   | Mijaíl Tarásov               |
| RSFS de Rusia                      | Kuybyshevsky             | Andréi Túpolev               |
| RSFS de Rusia                      | Moscú                    | Iván Jojlov                  |
| RSFS de Rusia                      | Omsk                     | Boris Chernousov             |
| RSFS de Rusia                      | Sverdlovsk               | Nikolái Shvérnik             |
| RSFS de Rusia                      | Tula-Riazán              | Matvéi Shkiriátov            |
| RASS Tártara                       | Novo-Sheshminsk          | Mirgarifan Aziz              |
| RASS Tártara                       | Zelenodolsk              | Aleksándr Arbuzov            |
| RASS Tártara                       | Novo-Sheshminsk          | Galéi Dinmukhametov          |
| RASS Tártara                       | Kazán                    | Jatima Ibragimova            |
| RASS Tártara                       | Bugulminsk               | Mijaíl Maltsev               |
| RASS Tártara                       | Yelabuzhsk               | Juzi Mardéiev                |
| RASS Tártara                       | Laishevsk                | Vera Rozovaya                |
| RASS Tártara                       | Tetiushk                 | Jafiz Samarjánov             |
| RASS Tártara                       | Kukmorsk                 | Fasajat Safina               |
| RASS Tártara                       | Menzelinsk               | Dmitri Tokarev               |
| RASS Tártara                       | Kazán                    | Praskovia Jarchevnikova      |
| RASS Tártara                       | Chistopolsk              | Said Sharaféyev              |
| RSS de Tayikistán                  | Panjakent                | Sadriddin Aini               |
| RSS de Tayikistán                  | Ura-Tiubinsk             | Rahim Baikuziev              |
| RSS de Tayikistán                  | Leninabad                | Pulat Bobokalanov            |
| RSS de Tayikistán                  | Jilikul                  | Dmitri Vishnevski            |
| RSS de Tayikistán                  | Jorog                    | Kurbasho Gadoliyev           |
| RSS de Tayikistán                  | Baldzhuan                | Radzhab Dzhalilov            |
| RSS de Tayikistán                  | Tojikobod                | Saidali Dzhumayev            |
| RSS de Tayikistán                  | Zajmatabad               | Muhidin Dzhurayev            |
| RSS de Tayikistán                  | Faizobod                 | Dzhurabek Iskandarov         |
| RSS de Tayikistán                  | Oktiabrsk                | Muradali Kambarov            |
| RSS de Tayikistán                  | Ordzhonikidzeabad        | Khodi Kinzhaiev              |
| RSS de Tayikistán                  | Navkat                   | Ona Nadirbabayeva            |
| RSS de Tayikistán                  | Shuroabad                | Safarali Nazarov             |
| RSS de Tayikistán                  | Stalinabad               | Ijbol Normuradova            |
| RSS de Tayikistán                  | Leninabad                | Piótr Obnosov                |
| RSS de Tayikistán                  | Stalinabad               | Evgeni Pávlovski             |
| RSS de Tayikistán                  | Kurgán-Tyube             | Nikolái Paramonov            |
| RSS de Tayikistán                  | Kök-Tash                 | Kurbanbibi Rahimova          |
| RSS de Tayikistán                  | Garm                     | Zebo Saidsharipova           |
| RSS de Tayikistán                  | Isfara                   | Ulmas Saliyev                |
| RSS de Tayikistán                  | Shahriston               | Tinik Usmanova               |
| RSS de Tayikistán                  | Tavildara                | Saida Jalikova               |
| RSS de Tayikistán                  | Regar                    | Andréi Jarchenko             |
| RSS de Tayikistán                  | Kanibabad                | Akhmedzhan Sharipov          |
| RSS de Tayikistán                  | Kulob                    | Gavgar Sharipova             |
| RSS de Turkmenistán                | Asjabad-Andreevsk        | Ogulkurban Avdimova          |
| RSS de Turkmenistán                | Baýram-Ali               | Yúsup Aga                    |
| RSS de Turkmenistán                | Stalinsk                 | Nurkuli Agayev               |
| RSS de Turkmenistán                | Kalininsk                | Guvanch Atamedov             |
| RSS de Turkmenistán                | Geok-Tepe                | Tagan Bairamdurdiyev         |
| RSS de Turkmenistán                | Mari                     | Iván Berezin                 |
| RSS de Turkmenistán                | Nebit-Dag                | Suléiman Vezirov             |
| RSS de Turkmenistán                | Çarşaňňy                 | Dzhemile Vekilova            |
| RSS de Turkmenistán                | Kizil-Arvat              | Lev Galkin                   |
| RSS de Turkmenistán                | Tashauz                  | Mamed Gunibekov              |
| RSS de Turkmenistán                | Ýolöten                  | Bernagul Durdieva            |
| RSS de Turkmenistán                | Ilyalinsk                | Orazgeldi Ersariev           |
| RSS de Turkmenistán                | Kerki                    | Dzhuma Karáyev               |
| RSS de Turkmenistán                | Turkmen-Kalinsk          | Aman Kulmamedov              |
| RSS de Turkmenistán                | Krasnovodsk              | Aman Kurbanov                |
| RSS de Turkmenistán                | Chardzhou                | Nobat Kutliyev               |
| RSS de Turkmenistán                | Tajtinsk                 | Dzheren Mamedova             |
| RSS de Turkmenistán                | Chardzhou                | Guldzhan Mamedseidovaya      |
| RSS de Turkmenistán                | Mari                     | Amandursun Meredova          |
| RSS de Turkmenistán                | Kaajkin                  | Seidnazar Miatiyev           |
| RSS de Turkmenistán                | Tejen                    | Konstantín Nikitin           |
| RSS de Turkmenistán                | Kunia-Urgench            | Dovlet Rizayev               |
| RSS de Turkmenistán                | Kaganóvichsk             | Akmamed Sariyev              |
| RSS de Turkmenistán                | Asjabad-Leninsk          | Arkadi Sennikov              |
| RSS de Turkmenistán                | Asjabad-Stalinsk         | Murat Chuletov               |
| Óblast Autónomo Tuvano             | Chadán                   | Mongush Dorzhuldái           |
| Óblast Autónomo Tuvano             | Shagonarsk               | Anna Lavrentiéva             |
| Óblast Autónomo Tuvano             | Kizilsk                  | Syeree Ondar                 |
| Óblast Autónomo Tuvano             | Kyzyl                    | Leonid Chadamba              |
| Óblast Autónomo Tuvano             | Kyzyl-Mazhalyksk         | Aleksándr Chimba             |
| RSS de Ucrania                     | Stalinsk                 | Piótr Amelin                 |
| RSS de Ucrania                     | Umanski                  | Galina Burkatskaya           |
| RSS de Ucrania                     | Krasnograd               | Grigori Butenko              |
| RSS de Ucrania                     | Vínnytsia                | Aleksandra Vassalati         |
| RSS de Ucrania                     | Kamenets-Podolski        | María Voloshina              |
| RSS de Ucrania                     | Kirovgrado               | Aleksándr Gitalov            |
| RSS de Ucrania                     | Lvovsk                   | Iván Grushetski              |
| RSS de Ucrania                     | Mykolaiv                 | Lidia Danilova               |
| RSS de Ucrania                     | Rovensk                  | Feodosi Dod                  |
| RSS de Ucrania                     | Chernígov                | Praskovia Kononenko          |
| RSS de Ucrania                     | Voroshílovgrado          | Serguéi Kostogriz            |
| RSS de Ucrania                     | Artemovsk                | Piótr Krivonos               |
| RSS de Ucrania                     | Stanislav                | Yustin Lichuk                |
| RSS de Ucrania                     | Poltava                  | Praskovia Mironenko          |
| RSS de Ucrania                     | Drogobich                | Stepan Oleksenko             |
| RSS de Ucrania                     | Zaporiyia                | Vasili Ponomarenko           |
| RSS de Ucrania                     | Zhitómir                 | Máksim Rylski                |
| RSS de Ucrania                     | Izmaíl                   | Vasili Sirota                |
| RSS de Ucrania                     | Odesa                    | Daniil Stepanok              |
| RSS de Ucrania                     | Kiev                     | Pável Tichina                |
| RSS de Ucrania                     | Ternópil                 | Marko Tkachuk                |
| RSS de Ucrania                     | Járkov                   | Aleksándr Trofimenko         |
| RSS de Ucrania                     | Úzhgorod                 | Iván Turianitsa              |
| RSS de Ucrania                     | Dnipropetrovsk           | Iván Filippov                |
| RSS de Ucrania                     | Sumi                     | Yákov Shulga                 |
| RASS de Udmurtia                   | Sarapul                  | Igor Afanásiev               |
| RASS de Udmurtia                   | Grajovsk                 | Raisa Baikovaya              |
| RASS de Udmurtia                   | Mozhginsk                | Klavdia Bardina              |
| RASS de Udmurtia                   | Kezsk                    | Semión Voronchijin           |
| RASS de Udmurtia                   | Vótkinsk                 | Vasili Votintsev             |
| RASS de Udmurtia                   | Izhevsk-Pastujovsk       | Mijaíl Kalashníkov           |
| RASS de Udmurtia                   | Yarsk                    | Maria Korepanova             |
| RASS de Udmurtia                   | Izhevsk-Pervomaisk       | Tamara Simujina              |
| RASS de Udmurtia                   | Glázov                   | Piótr Sisoev                 |
| RASS de Udmurtia                   | Izhevsk-Zhdanovskii      | Leonid Tebenkov              |
| RASS de Udmurtia                   | Uvinsk                   | Semión Fionin                |
| RASS de Udmurtia                   | Uvinsk                   | Dmitri Jolzakov              |
| RSS de Uzbekistán                  | Kokand                   | Millibái Abdulláyev          |
| RSS de Uzbekistán                  | Ferganá                  | Abdudzhabar Abdurahmanov     |
| RSS de Uzbekistán                  | Samarcanda               | Davliat Alimov               |
| RSS de Uzbekistán                  | Katta-Kugán              | Evdokia Anoniuk              |
| RSS de Uzbekistán                  | Urgench                  | Anabibi Atadzhanova          |
| RSS de Uzbekistán                  | Taskent-Ordzhonikidzevsk | Evdokia Vizgalova            |
| RSS de Uzbekistán                  | Karshi                   | Majfirat Dzhumayeva          |
| RSS de Uzbekistán                  | Turtkul                  | Vasili Emtsov                |
| RSS de Uzbekistán                  | Chimbay                  | Sara Ishanturayeva           |
| RSS de Uzbekistán                  | Leninsk                  | Tursonói Karimova            |
| RSS de Uzbekistán                  | Shahrisabz               | Iósif Lébedev                |
| RSS de Uzbekistán                  | Namangán                 | Abdurazak Mavliánov          |
| RSS de Uzbekistán                  | Bujará                   | Rabia Madzhidovaia           |
| RSS de Uzbekistán                  | Bujará                   | Jamro Mahmudov               |
| RSS de Uzbekistán                  | Andiján                  | Mansur Mirza-Ajmedov         |
| RSS de Uzbekistán                  | Andiján                  | Tishabái Mirzaiev            |
| RSS de Uzbekistán                  | Namangán                 | Nuritdin Mujitdínov          |
| RSS de Uzbekistán                  | Termez                   | Malik Nabiyev                |
| RSS de Uzbekistán                  | Yizaj                    | Sharof Rashídov              |
| RSS de Uzbekistán                  | Samarcanda               | Tashmuhamed Sarimsakov       |
| RSS de Uzbekistán                  | Taskent-Leninsk          | Dejkan Sultánov              |
| RSS de Uzbekistán                  | Taskent                  | Jalil Turdiév                |
| RSS de Uzbekistán                  | Yangi-Yul                | Jamrakul Tursunkulov         |
| RSS de Uzbekistán                  | Kokand                   | Buzruk-Jodzha Usmanjodzhaiev |
| RSS de Uzbekistán                  | Taskent-Kírovsk          | Mijaíl Chikovanni            |
| RSS de Uzbekistán                  | Andiján                  | Isamidin Yúsupov             |
| RASS de Yakutia                    | Tattinsk                 | Piótr Ammosov                |
| RASS de Yakutia                    | Kolymá                   | Nikita Andréyev              |
| RASS de Yakutia                    | Megino-Kangalassk        | Motrona Belchusova           |
| RASS de Yakutia                    | Yakutsk                  | Klavdia Bistrovaya           |
| RASS de Yakutia                    | Nyurbinsk                | Semión Borisov               |
| RASS de Yakutia                    | Vilyuyski                | Stepan Vasíliev              |
| RASS de Yakutia                    | Aldansk                  | Prokopi Guliáyev             |
| RASS de Yakutia                    | Namsk                    | Semión Kononov               |
| RASS de Yakutia                    | Olekminsk                | Nikolái Kornílov             |
| RASS de Yakutia                    | Allaj-Yunski             | Vitali Podgaievski           |
| RASS de Yakutia                    | Bulunsk                  | Vasili Protodiákonov         |
| Circunscripción Militar            |                          | Nikifor Biganenko            |
| Circunscripción Militar            |                          | Leonid Góvorov               |
| Circunscripción Militar            |                          | Pável Zhigarev               |
| Circunscripción Militar            |                          | Iván Liudnikov               |
| Circunscripción Militar            |                          | Mijaíl Malinin               |
| Circunscripción Militar            |                          | Afanasi Pigurnov             |
| Circunscripción Militar            |                          | Vladímir Svirídov            |
| Circunscripción Nacional           | Koriakia                 | Gueorgui Bekerev             |
| Circunscripción Nacional           | Ust-Ordá Buriatia        | Ksenia Boldonova             |
| Circunscripción Nacional           | Yamalia-Nenetsia         | Aleksándr Vello              |
| Circunscripción Nacional           | Nenetsia                 | Afanasi Gudirev              |
| Circunscripción Nacional           | Buriatia-Aguínskoye      | Balzhinima Mazhiev           |
| Circunscripción Nacional           | Komi-Permiakia           | Afanasi Mejonoshin           |
| Circunscripción Nacional           | Koriakia                 | Makar Obújov                 |
| Circunscripción Nacional           | Chukotka                 | Nadezhda Okte                |
| Circunscripción Nacional           | Taimiria                 | Aleksándr Paniukov           |
| Circunscripción Nacional           | Janti-Mansi              | Jionia Pujlenkina            |
| Circunscripción Nacional           | Evenkía                  | Vasili Uvachán               |